# Fontenay-le-Comte
Pour les articles homonymes, voir Fontenay.
Ne doit pas être confondu avec Fontaine-le-Comte ou Fontenay-le-Vicomte.
Fontenay-le-Comte est une commune de l'Ouest de la France, sous-préfecture du département de la Vendée dans la région Pays de la Loire.

## Géographie
Le territoire municipal de Fontenay-le-Comte s’étend sur 3 416 hectares. L’altitude moyenne de la commune est de 28 mètres, avec des niveaux fluctuant entre 2 et 68 mètres,. Le relief de Fontenay-le-Comte est relativement vallonné, excepté le quartier des Loges situé sur une zone alluvionnaire.

### Localisation
La commune de Fontenay-le-Comte est située dans le Sud-Vendée. Au nord se trouvent La Châtaigneraie (21 km à vol d'oiseau) et Les Herbiers (47 km) ; 
au nord-est, Bressuire (50 km) et Parthenay (48 km) ;
à l'est, Saint-Maixent-l'École (48 km) ;
au sud-est, Niort (32 km) ;
au sud-ouest, La Rochelle (42 km) ;
à l'ouest, Luçon (27 km) ;
et au nord-ouest, La Roche-sur-Yon (52 km) et Chantonnay (30 km),.
Fontenay-le-Comte est limitrophe avec huit communes :
| Longèves                  | Pissotte, L'Orbrie             | Saint-Michel-le-Cloucq    |
| Auchay-sur-Vendée (Auzay) | Fontenay-le-Comte              | Xanton-Chassenon          |
| Auchay-sur-Vendée (Chaix) | Doix lès Fontaines (Fontaines) | Saint-Martin-de-Fraigneau |

### Description
Le coteau sur lequel s'est établie la ville, dernier contrefort du bocage, représente par sa situation dominante une position forte contre un agresseur éventuel. Au pied, la rivière Vendée disperse ses eaux en plusieurs bras enserrant des îlots alluvionnaires inondés à la saison des fortes crues. De part et d'autre, la plaine se déploie vers Luçon et Niort, le marais est là tout proche avec ses îles et ses terres non fixées.
Fontenay-le-Comte est aujourd'hui la petite ville qui centralise l'ensemble du Sud-Vendée. Mais elle fut tout d'abord la capitale du Bas-Poitou puis la préfecture de département de la Vendée tout juste né avant de céder ce titre à La Roche-sur-Yon.
Depuis quelques années, la commune semble se tourner vers les villes moyennes voisines que sont Niort et La Rochelle pour former un pôle métropolitain de taille à peser entre les deux grandes métropoles que sont Bordeaux et Nantes.

### Géologie et relief
Au sud de la Vendée, Fontenay-le-Comte se situe au carrefour de trois types de paysages bien différents : aux portes du Marais poitevin, du Bocage vendéen, et du Niortais. Au fil des millénaires, la rivière de la Vendée a sculpté le relief local.
Malgré sa faible altitude (entre 5 et 30 mètres), le relief de Fontenay-le-Comte est relativement montueux, sauf le quartier des Loges situé sur une zone alluvionnaire très plate.

### Hydrographie
La Vendée, affluent de la Sèvre Niortaise, arrose la ville et traverse la commune du nord-est au sud-ouest. Son affluent de rive droite, la Longèves, sert de limite de communes au sud avec Longèves puis Auzay.

### Climat
Pour des articles plus généraux, voir Climat des Pays de la Loire et Climat de la Vendée.
En 2010, le climat de la commune est de type climat océanique franc, selon une étude du CNRS s'appuyant sur une série de données couvrant la période 1971-2000. En 2020, Météo-France publie une typologie des climats de la France métropolitaine dans laquelle la commune est exposée à un climat océanique et est dans la région climatique Poitou-Charentes, caractérisée par un bon ensoleillement, particulièrement en été et des vents modérés.
Pour la période 1971-2000, la température annuelle moyenne est de 12 °C, avec une amplitude thermique annuelle de 14,4 °C. Le cumul annuel moyen de précipitations est de 843 mm, avec 12,3 jours de précipitations en janvier et 6,9 jours en juillet. Pour la période 1991-2020, la température moyenne annuelle observée sur la station météorologique de Météo-France la plus proche, sur la commune de Marans à 23 km à vol d'oiseau, est de 13,2 °C et le cumul annuel moyen de précipitations est de 739,6 mm,. Pour l'avenir, les paramètres climatiques de la commune estimés pour 2050 selon différents scénarios d'émission de gaz à effet de serre sont consultables sur un site dédié publié par Météo-France en novembre 2022.

## Urbanisme

### Typologie
Au 1er janvier 2024, Fontenay-le-Comte est catégorisée petite ville, selon la nouvelle grille communale de densité à sept niveaux définie par l'Insee en 2022.
Elle appartient à l'unité urbaine de Fontenay-le-Comte, une agglomération intra-départementale regroupant quatre  communes, dont elle est ville-centre,,. Par ailleurs la commune fait partie de l'aire d'attraction de Fontenay-le-Comte, dont elle est la commune-centre,. Cette aire, qui regroupe 30 communes, est catégorisée dans les aires de moins de 50 000 habitants,.

### Occupation des sols
L'occupation des sols de la commune, telle qu'elle ressort de la base de données européenne d’occupation biophysique des sols Corine Land Cover (CLC), est marquée par l'importance des territoires agricoles (65,2 % en 2018), en diminution par rapport à 1990 (69,8 %). La répartition détaillée en 2018 est la suivante : 
terres arables (52,4 %), zones urbanisées (21,7 %), zones agricoles hétérogènes (9,8 %), zones industrielles ou commerciales et réseaux de communication (9,4 %), espaces verts artificialisés, non agricoles (3,7 %), prairies (3 %). L'évolution de l’occupation des sols de la commune et de ses infrastructures peut être observée sur les différentes représentations cartographiques du territoire : la carte de Cassini (XVIIIe siècle), la carte d'état-major (1820-1866) et les cartes ou photos aériennes de l'IGN pour la période actuelle (1950 à aujourd'hui).

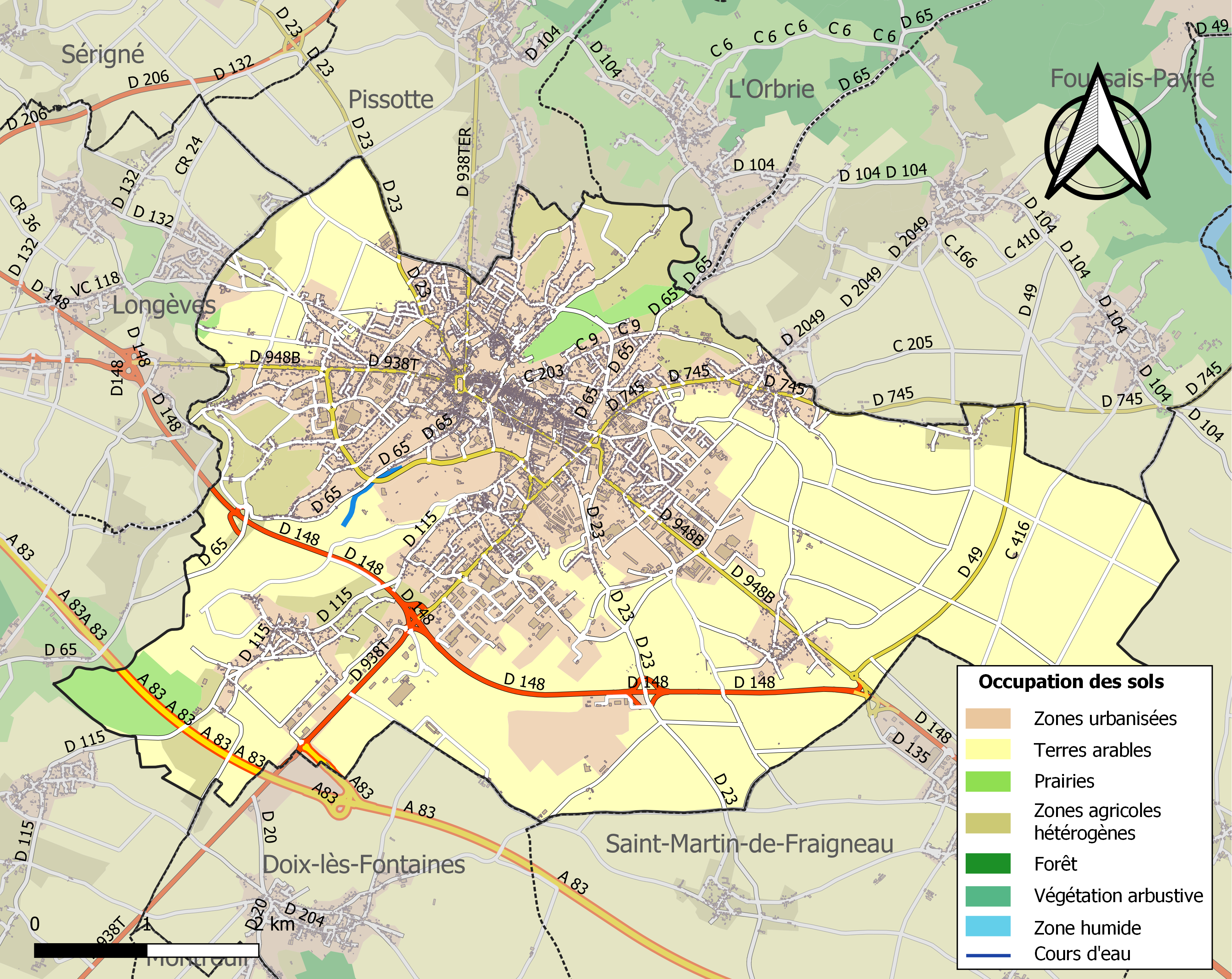
Carte des infrastructures et de l'occupation des sols de la commune en 2018 (CLC).

### Voies de communication et transports
- Autoroute A83, avec l’échangeur no 8 « Fontenay-le-Comte-Centre » en limite sud de la commune (partagé avec Fontaines ; l'échangeur no 7.1 « Fontenay-le-Comte-Ouest » est sur la commune d'Auzay à l'ouest de Fontenay-le-Comte)[4],[6]
- Aérodrome de Fontenay-le-Comte
- Fontélys, réseau de bus interne à la commune

Pôle d'échange multi-usages (PEMU)

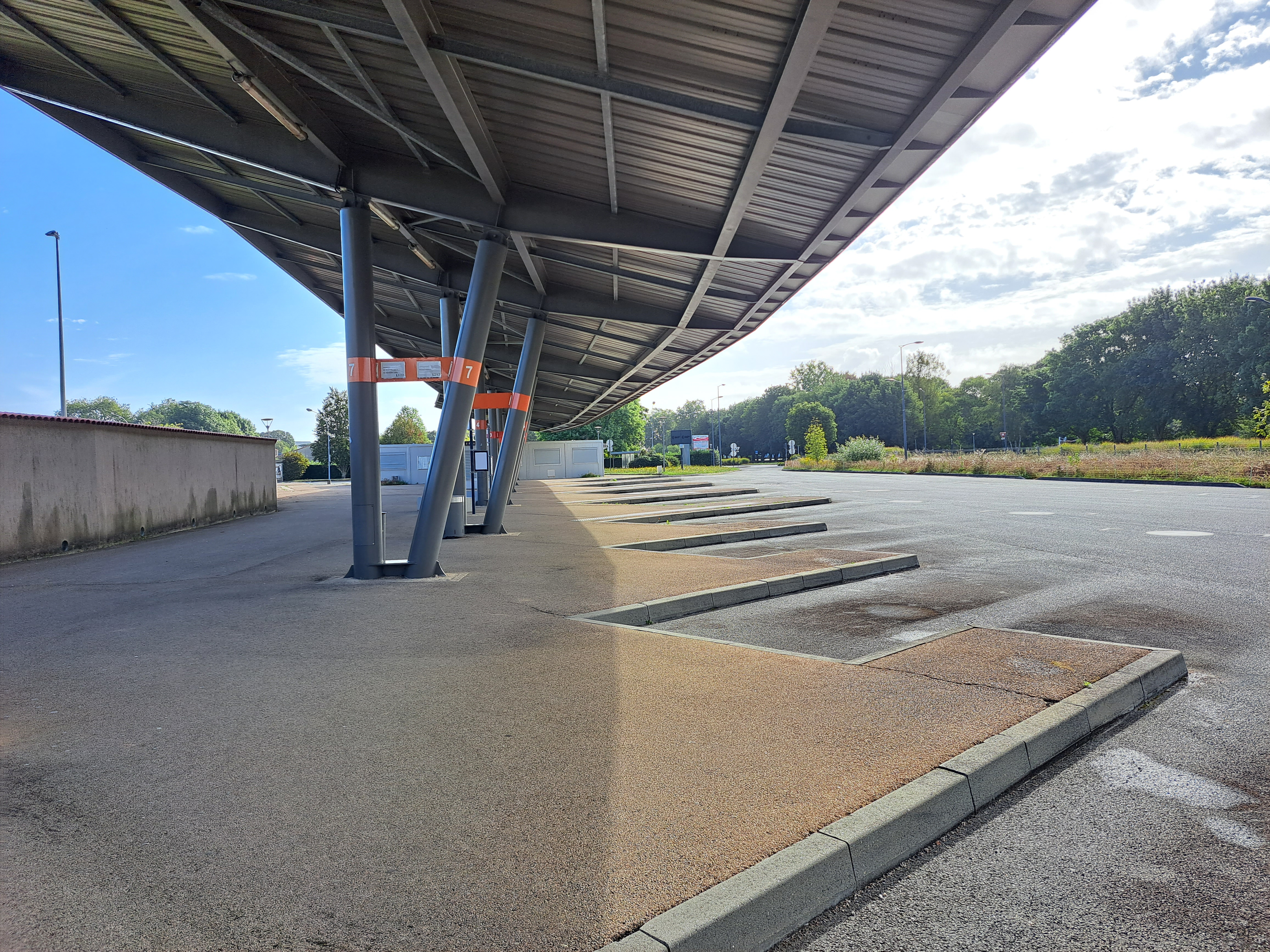
Vue d'une partie des quais du PEMU.

La gare ferroviaire de la ville a fermé en 1969. Désormais, la desserte en transport collectif interurbain s'effectue principalement au départ de la gare routière, dénommée localement pôle d'échange multi-usages (PEMU), située face à la plaine des sports sur l'avenue Charles de Gaulle.
Cette gare routière est desservie par les lignes routières régulières 15, 16, 17 et 520 du réseau de transport régional Aléop, ainsi que par plusieurs lignes scolaires. Les lignes régulières permettent notamment la liaison avec les villes de Niort, La Rochelle, Luçon et La Roche-sur-Yon.
La gare dispose de 30 quais pour les cars et d'un quai pour le réseau urbain Fontélys. Elle disposa d'un guichet ouvert du lundi au vendredi jusqu'en janvier 2022.
Voies piétonnes

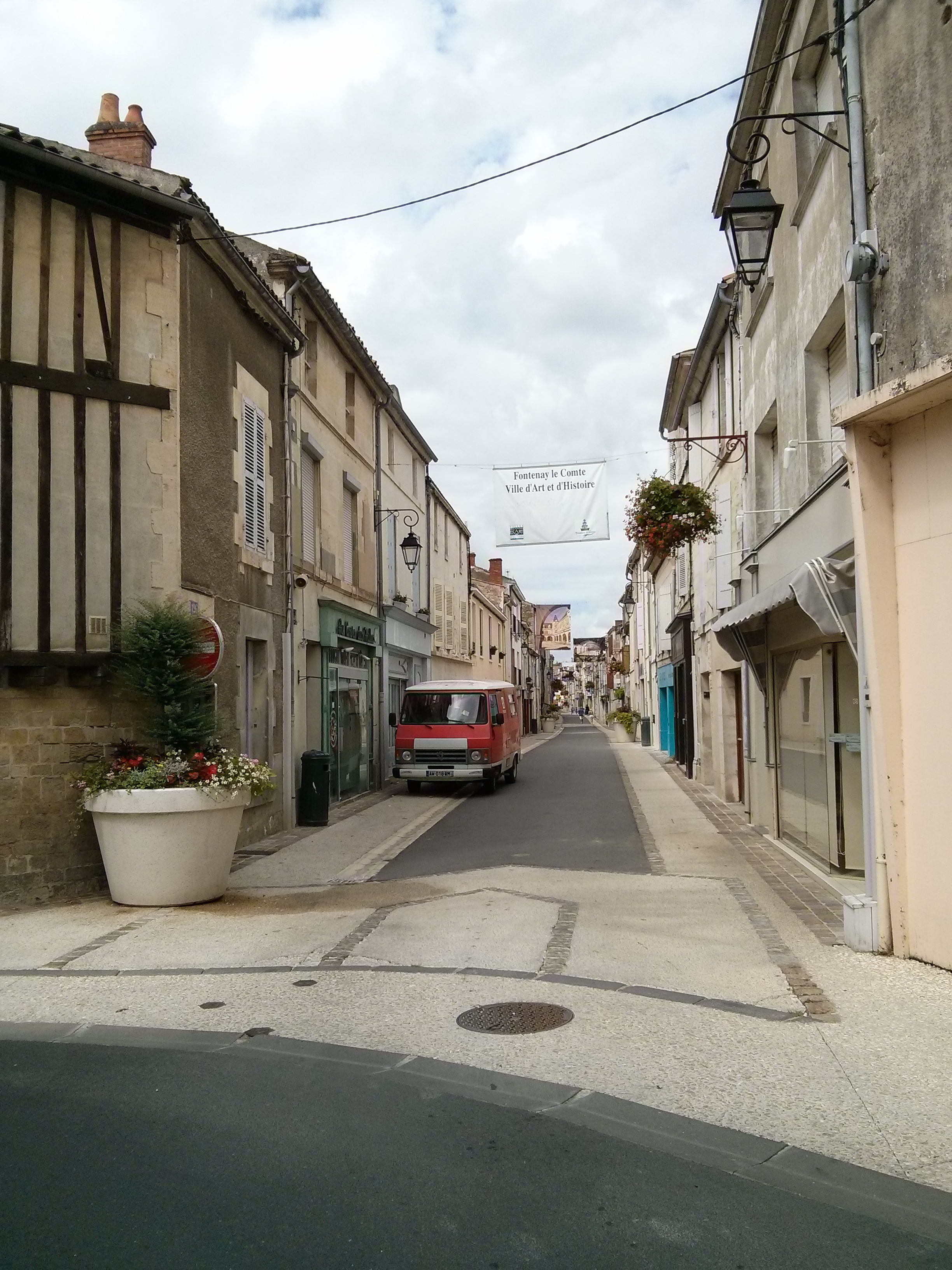
La rue des Loges.

La ville a plusieurs rues réservées aux piétons, comme la rue des Loges, rue historique et riche en patrimoine ; ou bien encore la Transfontenaisienne qui emprunte le tracé de l'ancienne voie ferrée..

#### Rues

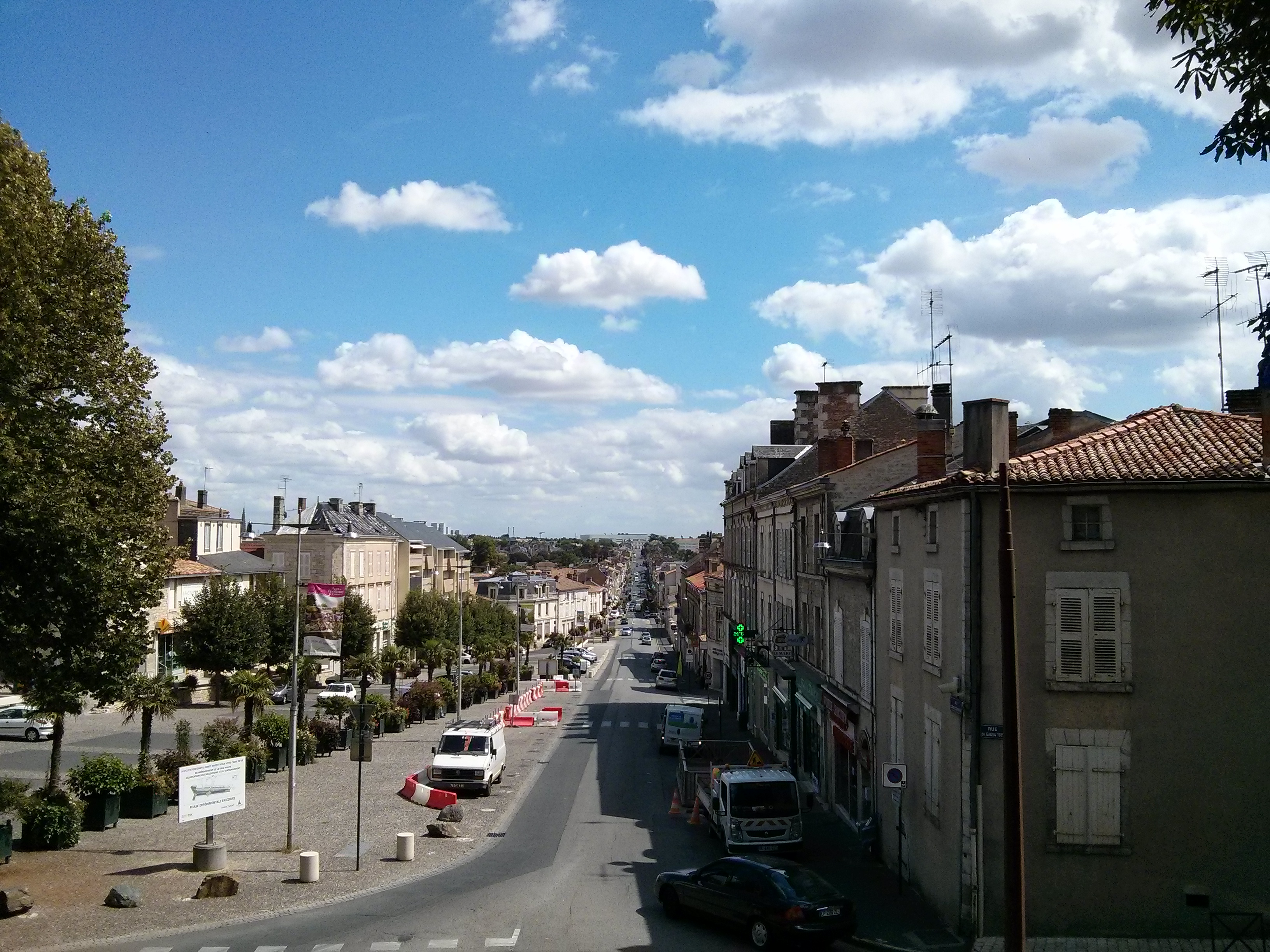
La rue de la République.

La ville s'articule autour d'une rue principale, la rue de la République (et ses prolongements comme la rue Clemenceau, la rue Rabelais et le boulevard Hoche). C'est dans cette rue que se situent la mairie, l'église Notre-Dame, le musée, différents commerces, l'ECC, les accès au centre-ville historique. Dans la rue Rabelais, se regroupent différents établissements scolaires (lycées Rabelais et Notre-Dame, Collège Saint-Joseph, écoles primaires Sainte-Trinité et Florence Arthaud...).

#### Ponts
La ville comporte plusieurs ponts traversant la Vendée :

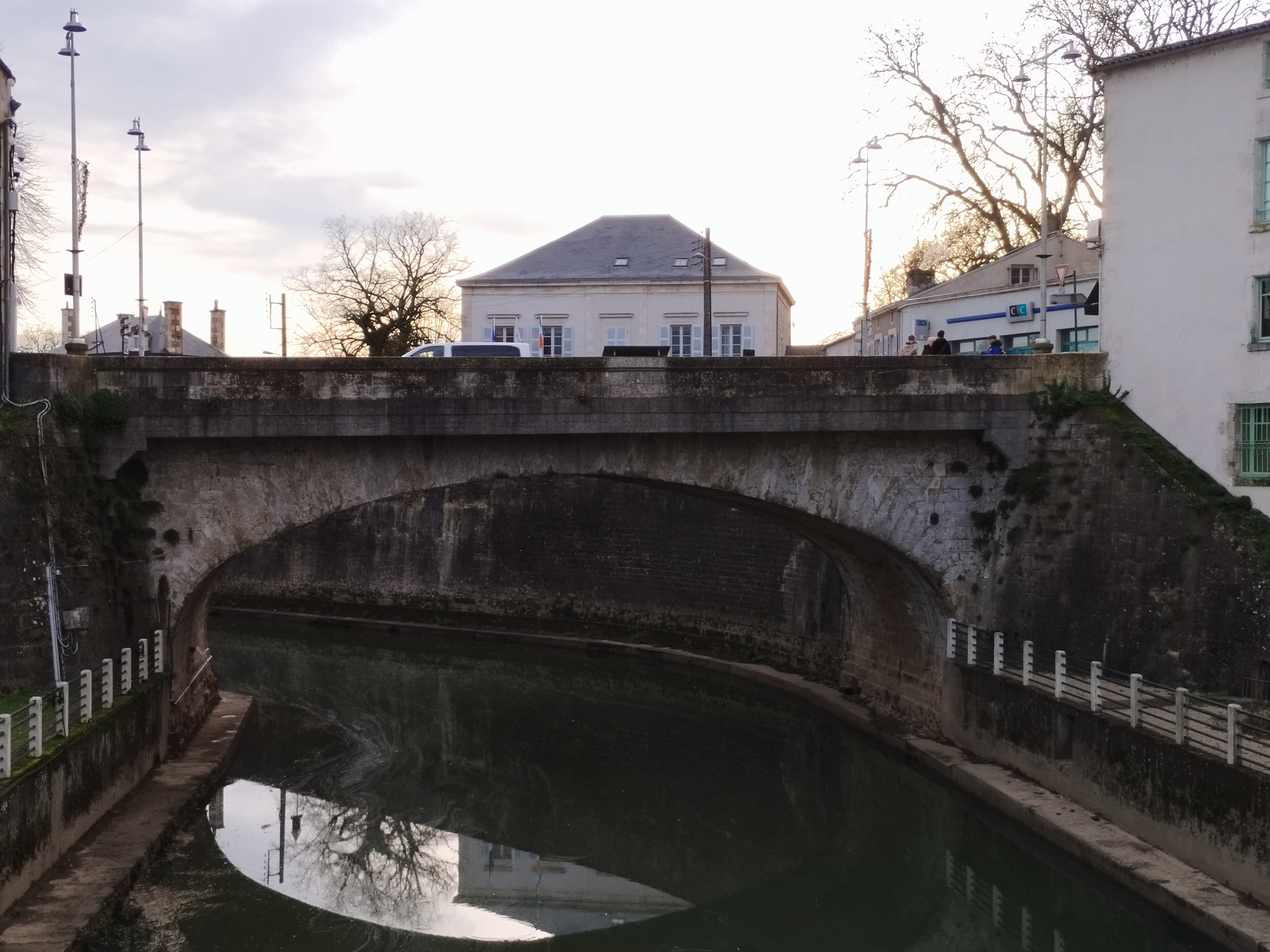
Le pont Neuf.

- le Pont neuf datant de 1775 (sur des plans de l'ingénieur Parent de Curzon). Ce nouveau pont a permis le franchissement de la route royale, de Nantes à Limoges. Il fut diversement appelé « Pont Royal » en 1780 et « Pont de la Fraternité » en 1793[22]. Le pont sera élargi en 1950 par Émile Boutin ;
- la passerelle piétonne sur le quai Poey d'Avant (1925, Abel Filuzeau) ;
- le nouveau pont des Sardines, construit en 1910, il remplace l'ancien pont des Sardines de 1666 ;
- le viaduc anciennement emprunté par la ligne Fontenay-Bressuire-Thouars.

## Toponymie
Fontenay tient son nom de la fontaine reconstruite en 1542 et actuellement connue sous le nom de « fontaine des Quatre-Tias ».
En 1242, Alphonse de Poitiers, frère du roi Saint Louis, reçoit le Poitou en apanage et Fontenay ajoute alors « le Comte » à son nom.
Le 3 février 1793, la Convention nationale décrète que « la ville de Fontenay-le-Comte, chef-lieu du département de la Vendée, s'appellera désormais Fontenay-le-Peuple. »,.
Ses habitants sont appelés les Fontenaisiens.

## Histoire

### Préhistoire
L'origine de Fontenay-le-Comte est inconnue. La découverte de nombreux silex taillés ou polis montre que le lieu était habité de très longue date.
Les premiers peuplements du site de Fontenay-le-Comte datent de la Préhistoire et s'expliquent sans doute par la présence d'un gué permettant la traversée de la Vendée.

### Antiquité
Une voie allant du midi vers le nord-ouest traverse à l'endroit où les eaux sont les moins profondes. Ce gué, surmonté d'une chaussée et facilitant le passage obligé pour la circulation des marchandises et des gens, a imposé l'édification de moyens de protection. Des maisons, qui n'étaient peut-être que des huttes, sont venues jouxter ces constructions, se plaçant ainsi sous leur protection en cette période troublée. La sûreté du lieu étant établie, ce point de rencontre servait de halte et de relais et se prêtait aux échanges. La mise au jour au XIXe siècle de nombreux débris et de monnaies à Fontenay et dans les environs atteste la présence humaine.
Durant la période gallo-romaine, cette ville, comme toute la Vendée actuelle, appartenait à la cité des Pictons, incluse dans la province de Gaule aquitaine.
Un lot de céramiques trouvé au site des Genats (lieu-dit près du péage no 8 de l'autoroute, partagé entre Fontenay-le-Comte et Fontaines au sud) est largement dominé par la sigillée de Montans (Tarn).
Une fontaine, vitale pour la cité, lui donne son nom.

### Moyen Âge
Ce n'est qu'à partir de 841 qu'il est fait état dans la Chronique de Nantes de l'existence de Fontenay, bourg du territoire poitevin. On y relate que Renaud d'Herbauges et Lambert, comte de Nantes, y réunirent leur armée pour se porter à l'aide de Charles le Chauve contre son frère Lothaire. Au Moyen Âge, à l'instar d'autres villes, elle se dote de moyens de défense : un château fort, de solides murailles et des fossés dont il ne reste que des vestiges.
Au Xe siècle, Fontenay est un rendez-vous de chasse. Louis d'Outre-Mer y est reçu par le comte de Poitou Guillaume Tête d'Étoupe.
À partir du XIIe siècle, la ville est tour à tour la propriété des comtes du Poitou et des Mauléon, puis de Geoffroy à la Grand Dent, célèbre pour ses exactions comme le pillage et l'incendie de l'abbaye de Maillezais non loin. Il est le fils de Geoffroy de Lusignan et d'Eustache Chabot, popularisée depuis sous le nom de Mélusine, fée mi-femme, mi-poisson qui hantait la forêt de Mervent-Vouvant. La maison de Lusignan est une dynastie noble poitevine, attestée depuis le Xe siècle et qui a donné des comtes de la Marche, comtes d’Angoulême, rois de Jérusalem puis de Chypre et d’Arménie. Ce Geoffroy à la Grand Dent, embrassant le parti du comte de la Marche contre le roi Louis IX, oblige ce dernier à venir lui-même mettre le siège devant Fontenay qui est pris en mai 1242.
La ville devient alors la propriété d'Alphonse de Poitiers, frère du roi. C'est depuis cette époque qu'elle se voit attribuer le surnom de le-Comte. Au décès de ce prince le 21 août 1271, la ville retourne à la Couronne, Philippe le Hardi en prenant la possession et s'y rendant la même année.
Fontenay-le-Comte devient alors la capitale du Bas-Poitou.
Elle connaît un développement économique important dès le Moyen Âge grâce à l'industrie du drap et du cuir. Éprouvée par les Anglais en 1361, puis reconquise 11 ans plus tard par les Français dirigés par Bertrand du Guesclin, la ville est fortement ébranlée pendant la guerre de Cent Ans. Après cela, elle conserve bien la protection royale.
En mars 1471, Louis XI érige la cité en commune. La charte accordée donne pour raison cette libéralité : « que la ville est assise en grands trépas et assez près de la mer, environnée de bon pays fertil, qu'elle est ancienne et grandement renommée au pays de Poitou, qu'elle a un chastel ancien, grandement fortifié le temps passé, au moyen duquel et de la scituation de la dite ville, y a très grands fréquentations du faict de marchandises et mesmement de draperie qui s'y fait et œuvre chaque jour, ce qui fait que plusieurs étrangers et autres de la dite ville y font leur refuge et leur demeurance et mesmement un temps d'hostillité de guerre, tant en la dite ville, qui est fortifiée et grandement emparée de murailles de fossez, qu'aussi ses bourgs et faubourgs qui sont fortifiés de fossez. ». À la Renaissance, sa renommée est confortée par le rassemblement dans ses murs d'une élite intellectuelle dont la renommée s'étend hors des limites du royaume, une dimension telle que François Ier donne à la cité sa devise de « Fontaine et source jaillissante des beaux esprits ».

### Temps modernes
La Renaissance est pour Fontenay-le-Comte une époque de splendeur avec la construction des plus beaux édifices de la ville : le château de Terre-Neuve, les hôtels particuliers et l'emblème de la ville : la fontaine des Quatre-Tias. Ses foires d'antan étaient également réputées. Le commerce y était important et particulièrement celui des chevaux et des mulets, très prisés des Espagnols. De ces foires, celles du 2 avril et de la Saint-Venant ont disparu. Seule celle de la Saint-Jean a trouvé son prolongement dans l'actuelle "Foire Exposition".
L'année 1560 marque le début de la propagation du protestantisme dans la contrée et la ville est le théâtre de luttes très dures entre catholiques et huguenots. En l'espace de 25 ans, Fontenay-le-Comte fut prise et reprise huit fois, causant de nombreux dommages à la cité. L’un de ces sièges aboutit à la prise de la ville par le duc de Montpensier en 1575.
Henri III de Navarre, futur Henri IV, est à la tête du parti huguenot. Au début de l'année 1587, il séjourne à Marans, localité proche de vingt kilomètres. En février, Catherine de Médicis, désirant le rencontrer, car à la recherche d'un apaisement à ces querelles politiques et religieuses qui ruinent le pays, est à Fontenay. Mais la méfiance règne dans les deux camps et l'entrevue ne peut avoir lieu, aucun se résigne à se rendre à l'invitation de l'autre.
Henri vient mettre le siège devant Fontenay en mai 1587 et s'empare de la ville, Sully l'accompagne.
Le 21 décembre 1608, Richelieu y est de passage, se rendant à Luçon pour y prendre possession de son évêché. Louis XIII y fait un court séjour en 1621, année où le château fort est démantelé.
Après la création du diocèse de La Rochelle en 1648, Fontenay en devient le siège d'un archidiaconé rassemblant les doyennés de Fontenay et de Saint-Laurent-sur-Sèvre.
La révocation de l'édit de Nantes en 1685 porte un coup fatal à la cité. La fuite de nombreux huguenots lui fait perdre une grande partie de son commerce et particulièrement celui des draperies. Cette période est l'une des plus sombres de son histoire et marque son déclin.
Au cours du XVIIIe siècle, la ville ancienne subit des transformations significatives. Les remparts qui l'entouraient sont démolis, permettant ainsi l'aménagement de la place Royale en 1764. Un premier projet, initié dès 1732, visait à créer la future rue de la République. Ce projet fut relancé en 1751 et provisoirement exécuté à partir de 1762 par Turgot et Paul Esprit Marie de La Bourdonnaye, comte de Blossac. Cette nouvelle voie, comparable à la rue des Loges, fut achevée en 1782. D'autres travaux d'urbanisme ont également été réalisés, notamment la canalisation de la Vendée.

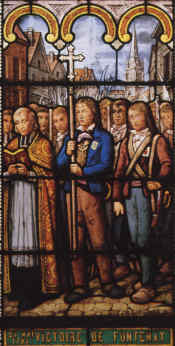
Vitrail représentant une bataille à Fontenay-le-Comte durant la guerre civile de Vendée

### Révolution française et Empire
La Révolution française marque un tournant pour la ville. Le 27 janvier 1790, l'Assemblée nationale décide que Fontenay-le-Comte sera le chef-lieu du Département Occidental du Poitou, qu'on appellera Vendée. 1793 n'épargne pas la cité, placée à la limite de la Vendée militaire. Elle subit toutes sortes d'exactions consécutives aux troubles révolutionnaires. Les « Blancs » s'en emparent le 15 mai 1793 ; ils l'évacuent trois jours plus tard après avoir libéré de nombreux prisonniers. Il y eut environ 230 exécutions auxquelles il faut ajouter un grand nombre de prisonniers qui moururent faute de soins. C'est alors que, pour peu de temps, le 15 novembre 1794, la ville s'appellera Fontenay-le-Peuple, la Convention souhaitant faire disparaître toute trace de l'Ancien Régime. La ville reste républicaine et constitue un point d'appui des républicains dans la guerre de Vendée. Environ 230 personnes furent guillotinées sur la place Viète durant cette période.
En 1804, Napoléon Ier, jugeant Fontenay trop excentrée et souhaitant pacifier la Vendée, transfère la préfecture de Fontenay dans la ville nouvelle de Napoléon (La Roche-sur-Yon). Fontenay-le-Peuple redevient Fontenay-le-Comte. En 1812, la commune devient sous-préfecture de la Vendée à la place de Montaigu. Le 7 août 1808, l'Empereur et son épouse Joséphine de Beauharnais arrivent à Fontenay, venant d'Espagne pour en partir le lendemain. Un fontenaisien et général de l'Empire, Augustin-Daniel Belliard, se distingua notamment dans les différentes guerres napoléoniennes. Il fut pair de France et ambassadeur à Bruxelles sous la Restauration où il prit une part importante aux accords qui scellèrent l'indépendance de la Belgique.

### Époque contemporaine
La duchesse de Berry viendra dans la cité le 11 juillet 1828, puis en 1832, pour tenter un soulèvement contre le gouvernement de Louis-Philippe Ier.
À partir de la seconde moitié du XIXe siècle, la reprise économique qui s'opère conduit Fontenay-le-Comte à se développer hors de ses murs. Le chemin de fer arrive enfin et la gare de la ville sera reliée à La Roche-sur-Yon, Niort, Bressuire et La Rochelle au début du XXe siècle.
Le président de la République, Félix Faure, s'est rendu dans la ville afin d'inaugurer le monument aux morts de la guerre franco-allemande de 1870 le 27 avril 1897.
Fontenay connaît en 1936 de nombreuses manifestations ouvrières en faveur du Front populaire.
Lors de la Seconde Guerre mondiale, Fontenay-le-Comte accueillera des réfugiés venant des Ardennes. Les allemands occupent la ville le 23 juin 1940. Certains bâtiments sont occupés par l'occupant comme l'hôtel de Fontarabie ou l'hôtel Pervinquière qui est occupé par la Kommandantur et le commandement allemand Loire-Gironde. La ville est libérée dans la nuit du 1 au 2 septembre 1944 par les FFI.
La ville connait de graves inondations le 4 novembre 1960. Elle à nouveau inondée le 3 janvier 1961. Par la suite, des travaux seront entrepris afin de réfecter la Vendée par l'entreprise Dodin en 1962.
Le Général de Gaulle, président de la Ve République, visite la ville le 20 mai 1965.
Dès 1969, les lignes ferroviaires non rentables sont fermées et le service des voyageurs est reporté sur la route. L'ancien bâtiment voyageurs et la plateforme de la gare sont intégrés dans le nouvel espace culturel de la ville, dénommé « René Cassin-La-Gare » et inauguré le 22 janvier 2005.
Fontenay-le-Comte absorbe en 1967 Charzais et Saint-Médard-des-Prés en 1972.

## Politique et administration

### Tendances politiques et résultats
Fontenay-le-Comte est une commune traditionnellement classée à droite, qui a connu une poussée de la gauche entre 1995 et 2014. François Hollande arrive en tête au second tour lors de l'élection présidentielles de 2012, et en 2017 c'est Emmanuel Macron qui remporte l'élection pour la ville.

### Liste des maires
| Période      | Période                  | Identité           | Étiquette                               | Qualité |
| ------------ | ------------------------ | ------------------ | --------------------------------------- | --- |
| mai 1945     | mars 1965                | Marceau Bretaud    | DVD                                     | Éleveur de porcs Conseiller général de Fontenay-le-Comte (1951 → 1964) |
| mars 1965    | juillet 1981 (démission) | André Forens       | UNR puis UDR puis RDS puis RPR puis UDF | Avocat Député de la 2e circonscription de la Vendée (1973 → 1981) Conseiller régional des Pays de la Loire (1973 → 1982) Conseiller général de Fontenay-le-Comte (1964 → 1982)                                              |
| juillet 1981 | mars 1989                | Francis Bloch      | RPR                                     | Médecin Conseiller régional des Pays de la Loire (1986 → 1992) |
| mars 1989    | juin 1995                | André Forens       | RPR                                     | Avocat Conseiller régional des Pays de la Loire (1992 → 1998) |
| juin 1995    | mars 2008                | Jean-Claude Remaud | PS puis DVG puis PRG                    | Cadre paramédical hospitalier Conseiller général de Fontenay-le-Comte (1988 → 2001) Président de la CC du Pays-de-Fontenay-le-Comte (2001 → 2008)                                                                           |
| mars 2008    | mars 2014                | Hugues Fourage     | PS                                      | DRH de la Chambre de commerce et d'industrie de la Vendée Député de la Vendée (5e circ.) (2012 → 2017) Conseiller régional des Pays de la Loire (2010 → 2012) Président de la CC du Pays-de-Fontenay-le-Comte (2008 → 2014) |
| mars 2014    | juin 2020                | Jean-Michel Lalère | UMP-LR                                  | Retraité de la fonction publique 5e vice-président du Pays-de-Fontenay-Vendée (2017 → 2020) |
| juin 2020    | En cours                 | Ludovic Hocbon     | LR puis DVD puis HOR                    | Horticulteur, gérant d'entreprises Conseiller régional des Pays de la Loire (2021 → ) Président de la CC Pays de Fontenay-Vendée (2020 → )                                                                                  |

#### Résultat des élections municipales de 2020

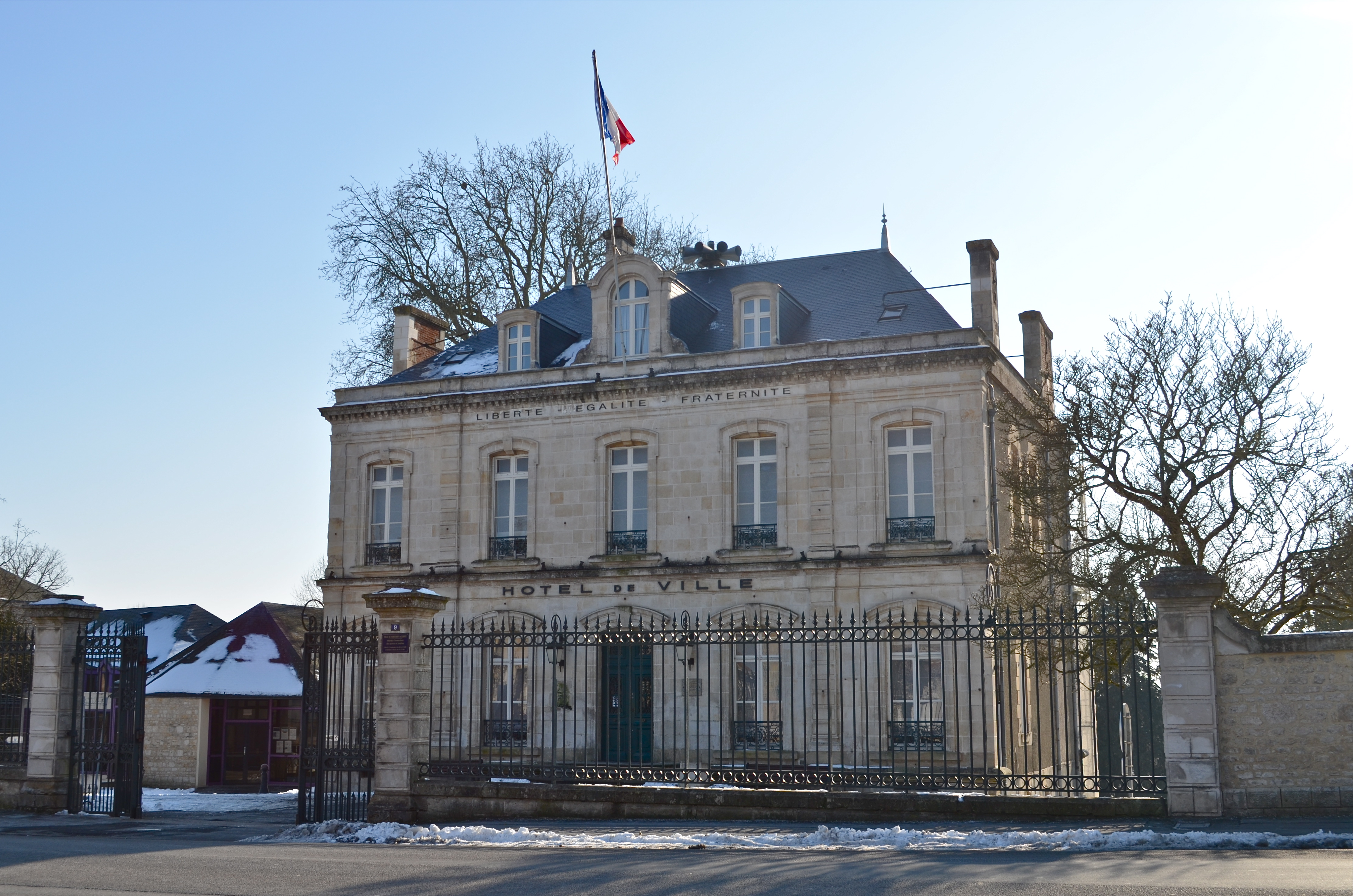
Hôtel de ville

- Maire sortant : Jean-Michel Lalère
- 33 sièges à pourvoir au conseil municipal (population légale 2017 : 13 226 habitants)
- 17 sièges à pourvoir au conseil communautaire (CC Pays-de-Fontenay-Vendée)

| Tête de liste | Tête de liste              | Liste       | Premier tour | Premier tour | Second tour | Second tour | Sièges | Sièges |
| Tête de liste | Tête de liste              | Liste       | Voix         | %            | Voix        | %           | CM     | CC     |
| ------------- | -------------------------- | ----------- | ------------ | ------------ | ----------- | ----------- | ------ | ------ |
|               | Ludovic Hocbon             | DVD         | 1 707        | 38,40        | 2 121       | 44,13       | 24     | 13     |
|               | Hugues Fourage             | DVG         | 1 576        | 35,45        | 2 074       | 43,15       | 7      | 3      |
|               | Dominique Verhaeghe-Grillo | LREM        | 737          | 16,58        | 611         | 12,71       | 2      | 1      |
|               | Philippe Terroire          | DVG         | 425          | 9,56         |             |             |        |        |
|               |                            |             |              |              |             |             |        |        |
| Inscrits      | Inscrits                   | Inscrits    | 9 683        | 100,00       | 9 676       | 100,00      |        |        |
| Abstentions   | Abstentions                | Abstentions | 5 117        | 52,85        | 4 746       | 49,05       |        |        |
| Votants       | Votants                    | Votants     | 4 566        | 47,15        | 4 930       | 50,95       |        |        |
| Blancs        | Blancs                     | Blancs      | 44           | 0,96         | 66          | 1,34        |        |        |
| Nuls          | Nuls                       | Nuls        | 77           | 1,69         | 58          | 1,18        |        |        |
| Exprimés      | Exprimés                   | Exprimés    | 4 445        | 97,35        | 4 806       | 97,48       |        |        |

### Administration municipale
La commune emploie entre 250 et 499 salariés.

### Intercommunalité

Carte des communes de la communauté de communes.

La Communauté de communes du Pays de Fontenay-Vendée est un établissement public de coopératon intercommunale (EPCI) créée le 1er janvier 2017 par la fusion de la Communauté de communes du Pays de L’Hermenault et du Pays de Fontenay-le-Comte.
- Président : Ludovic Hocbon, maire de Fontenay-le-Comte
- Nombre de communes : 25
- Nombre d’habitants : 35 352
- Superficie : 463 km2

### Forces armées
- Centre militaire de formation professionnelle.
- Unités militaires ayant tenu garnison à Fontenay-le-Comte :
  - 48e régiment d’infanterie, 1939-1940 ;
  - 137e régiment d’infanterie, d'avant 1906-1914 ;
  - 2e régiment de cavalerie, 1906.

### Jumelages
| Fontenay-le-Comte Palatine Gaoua Crevillent |

- Krotoszyn (Pologne) depuis 1994
- Palatine (États-Unis) depuis 1997
- Gaoua (Burkina Faso) depuis 1989
- Crevillent (Espagne) depuis 1968

### Pacte d'amitié et projets de développement
- Luçon (Vendée) depuis 2014[43].

## Équipements et services publics

### Espaces publics

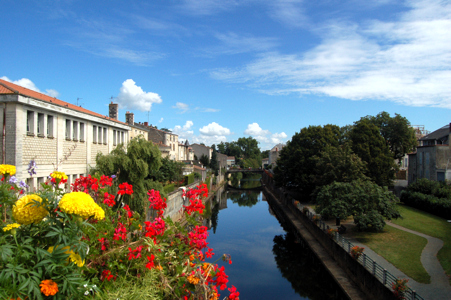
Fontenay-le-Comte, ville fleurie

La Ville est labellisée "3 Fleurs" par le Conseil national des villes et villages fleuris et gère plus de 176 ha d’espaces verts. Elle est également certifiée "Plus Beaux Détours de France"
On retrouve dans la ville des espaces verts tels que le parc Baron, qui comprend les vestiges de l'ancien château-fort ainsi que le Parcabout, mais encore des voies cyclables telles la Transfontenaysienne.

### Enseignement

#### Enseignement supérieur
La ville de Fontenay-le-Comte comporte trois lycées qui proposent une formation supérieure.
- Lycée Bel-Air (public) :
  - BTSA DATR : développement et animation des territoires ruraux ;
  - BTSA ANABIOTEC : analyses biologiques et biotechnologiques.
- Lycée Rabelais (public) :
  - BTS CG : comptabilité et gestion ;
  - BTS NRC : négociation et relation client ;
  - Licence DCG : diplôme de comptabilité et de gestion.
- Lycée Notre-Dame (privé, catholique) :
  - BTS SP3S : services et prestations des secteurs sanitaire et social ;
  - BTS SCBH : systèmes constructifs bois et habitat ;
  - BTS DRB : développement réalisation bois ;
  - DTS (formation 3 ans) IMRT : imagerie médicale et radiologie thérapeutique ;
  - studios pour les étudiants : 48 ;
  - lignes de transport personnalisées.

#### Enseignement secondaire
- Lycée polyvalent François-Rabelais (Public)
  - Ouvert en 1968[46].
  - Prépare à un baccalauréat général (avec les spécialités classiques plus SI et NSI), technologique (STI2D ou STMG) ou professionnel (3e prépa métiers, CAP Serrurerie métallerie, ATMFC ou encore PSR ; Bac Pro GA, MEI, MELEC ; et MC Aide à domicile)
  - Environ 800 élèves.
  - Section Sportive Scolaire Karaté et Football
- Lycée technologique et professionnel Bel-Air (Public ; Agricole)
  - Prépare un baccalauréat général (avec les spécialités BTSA, BTSA ANABIOTEC), technologique (STAV) ou professionnel (TCVA, SAPAT).
  - Environ 300 élèves.
  - Section Sportive Scolaire Natation/Sauvetage, Triathlon.
- Lycée d'enseignement général technologique et professionnel (LEGTP) Notre-Dame (Privé catholique)
  - Ouvert en 1844, elle sera nommée "Institution Jeanne d'Arc" jusqu'en septembre 1948[22]
  - Prépare à un baccalauréat général (avec les spécialités classiques et Arts, SI et NSI), technologique (filières STI2D , STL, STMG et ST2S), ou professionnel (3e Prépa métiers, CAP Assistant Technique en Milieux Familial et Collectif, CAP Maintenance de Bâtiments de Collectivités, CAP Menuisier Fabricant, Bac pro Technicien Constructeur Bois ou Bac professionnel Technicien Menuisier Agenceur)[47]
  - Section Sportive Scolaire Football
  - Environ 850 élèves
- Collège André-Tiraqueau (Public)
- Ouvert dans les années 1970, il remplace l'ancienne école primaire supérieure de jeunes filles de 1885, aménagée dans un bâtiment construit en 1852[48], dans locaux actuels de la Mission Locale. Il a subi de grands travaux de rénovation entre 2018 et 2020[49].
- Environ 596 élèves
- Section Sportive Scolaire Natation, équitation et karaté
- Collège François-Viète (Public) 
  - Le collège communal est ouvert en 1888, dans les locaux de l'actuelle EIMD. Nommé en 1930 collège Viète, en hommage au mathématicien François Viète, il déménage en 1981 dans un nouveau bâtiment[21].
  - Environ 470 élèves.
  - Section Sportive Scolaire Judo et Football.
- Collège Saint-Joseph (Privé catholique)
  - Ouvert en 1878, à la suite de la disposition d'Alexis Mignon et de Blanche Vinet de leur hôtel particulier à Monseigneur Catteau, évêque de Luçon, dans le but de créer un établissement d'instruction secondaire[22].
  - Environ 650 élèves.
  - Section Sportive Scolaire Football.

#### Enseignement primaire
- Les Cordeliers (Public) : Maternelle et élémentaire
- Les Jacobins (Public) : Maternelle et élémentaire (séparés)
- Florence Arthaud (Public) : Maternelle et élémentaire
- Bouron-Massé (Public) : Maternelle, élémentaire, ULIS
- René Jaulin (Public) : Maternelle, élémentaire, ULIS
- Sainte-Trinité (Privé catholique) : Maternelle et élémentaire

#### Enseignement militaire
Fontenay-le-Comte accueille depuis 1958 le Centre militaire de formation professionnelle, seul de son genre en France, et dédié à la transition professionnelle des militaires. Il fait partie intégrante de Défense mobilité depuis le 1er janvier 2011, et est le gardien des traditions du 137e régiment d'infanterie de ligne.

#### Enseignement culturel
La ville comporte plusieurs autres types d'établissements ou associations qui enseignent différentes activités culturelles:
- L'École Intercommunale de Musique et de Danse (EIMD)
- Société vendéenne des Arts (SVA)

### Santé
- Pôle Santé Sud Vendée : Collaboration entre la Clinique Sud Vendée et le Centre Hospitalier de Fontenay-le-Comte.

## Population et société

### Démographie

#### Évolution démographique
L'évolution du nombre d'habitants est connue à travers les recensements de la population effectués dans la commune depuis 1793. Pour les communes de plus de 10 000 habitants les recensements ont lieu chaque année à la suite d'une enquête par sondage auprès d'un échantillon d'adresses représentant 8 % de leurs logements, contrairement aux autres communes qui ont un recensement réel tous les cinq ans,.

En 2022, la commune comptait 13 806 habitants, en évolution de +2,85 % par rapport à 2016 (Vendée : +5,33 %, France hors Mayotte : +2,11 %).
| 1793  | 1800  | 1806  | 1821  | 1831  | 1836  | 1841  | 1846  | 1851  |
| ----- | ----- | ----- | ----- | ----- | ----- | ----- | ----- | ----- |
| 5 960 | 6 520 | 6 615 | 7 470 | 7 504 | 7 650 | 7 175 | 7 997 | 7 884 |

| 1856  | 1861  | 1866  | 1872  | 1876  | 1881  | 1886   | 1891  | 1896   |
| ----- | ----- | ----- | ----- | ----- | ----- | ------ | ----- | ------ |
| 7 727 | 7 971 | 8 062 | 7 660 | 8 453 | 9 333 | 10 164 | 9 864 | 10 096 |

| 1901   | 1906   | 1911   | 1921  | 1926  | 1931  | 1936  | 1946  | 1954  |
| ------ | ------ | ------ | ----- | ----- | ----- | ----- | ----- | ----- |
| 10 512 | 10 326 | 10 379 | 8 903 | 9 423 | 9 082 | 8 564 | 9 838 | 9 519 |

| 1962   | 1968   | 1975   | 1982   | 1990   | 1999   | 2006   | 2011   | 2016   |
| ------ | ------ | ------ | ------ | ------ | ------ | ------ | ------ | ------ |
| 10 109 | 12 199 | 15 275 | 15 295 | 14 456 | 13 792 | 14 354 | 14 204 | 13 424 |

| 2021   | 2022   | - | - | - | - | - | - | - |
| ------ | ------ | - | - | - | - | - | - | - |
| 13 471 | 13 806 | - | - | - | - | - | - | - |

#### Pyramide des âges
La population de la commune est relativement âgée. En 2018, le taux de personnes d'un âge inférieur à 30 ans s'élève à 26,8 %, soit au-dessous de la moyenne départementale (31,6 %) et le taux de personnes d'âge supérieur à 60 ans est de 38,5 %, alors qu'il est de 31,0 % au niveau départemental.
En 2018, la commune comptait 6 333 hommes pour 6 969 femmes, soit un taux de 52,39 % de femmes, légèrement supérieur au taux départemental (51,16 %).
Les pyramides des âges de la commune et du département s'établissent comme suit :
| Hommes | Classe d’âge | Femmes |
| ------ | ------------ | ------ |
| 1,4    | 90 ou +      | 3,5    |
| 13,1   | 75-89 ans    | 16,2   |
| 21,1   | 60-74 ans    | 23,5   |
| 18     | 45-59 ans    | 19,5   |
| 16,1   | 30-44 ans    | 12,3   |
| 17,3   | 15-29 ans    | 12,6   |
| 13,1   | 0-14 ans     | 12,5   |

| Hommes | Classe d’âge | Femmes |
| ------ | ------------ | ------ |
| 0,8    | 90 ou +      | 2,2    |
| 8,7    | 75-89 ans    | 11,1   |
| 20,3   | 60-74 ans    | 21,3   |
| 20     | 45-59 ans    | 19,4   |
| 17,5   | 30-44 ans    | 16,8   |
| 15     | 15-29 ans    | 13,2   |
| 17,7   | 0-14 ans     | 16,1   |

### Manifestations culturelles et festivités
- Jours du marché : mercredi (aux Halles couvertes) - samedi (uniquement le matin pour le marché couvert et l'alimentaire)
- Des visites guidées tout au long de l'année (des guides conférenciers présentent le patrimoine de la ville : arcades de la place Belliard, maisons à pan de bois, Hôtel de la Sénéchaussée, Fontaine des Quatre Tias, quartier des Loges ou vestiges du château du parc Baron…)
- Les Folles Journées en région : Musique classique en partenariat avec la région Pays de la Loire (janvier)
- Le Festival du film de Fontenay-le-Comte : à l’initiative de l’Association Kinozoom, de la Société Cinéode et du Cinéma Le Renaissance, le Festival du Film de Fontenay-le-Comte naît en 2012. (mars-avril)
- Biennale : se déroule depuis plus d'un siècle les années paires (week-end de la Pentecôte).
- Festival de théâtre de Terre-Neuve (juin)
- Festival des Ricochets : animations culturelles de rues en centre-ville (juillet-août)
- Journées Européennes du Patrimoine (septembre)
- Festival des Nuits Courtes : le festival de musiques actuelles lancé en 2017 regroupe différents artistes de la scène hexagonale et internationale (octobre).

### Sports et loisirs

#### Équipements sportifs
- Piste Auto-moto "Circuits de Vendée" : essais et roulage d'automobiles, de motos et de 4x4[53].
- "City stade", un place de Verdun et l'autre aux Moulins-Liots[54]
- Stade Municipal
- Stade Emmanuel-Murzeau : le stade comporte 3 tribunes d'une capacité totale de 500 places. Article détaillé : Vendée Fontenay Foot#Infrastructures

#### Clubs sportifs
- Athlétisme : SA Fontenay-le-Comte
- Badminton : FOBAC et FOBAD
- Basket-ball : Basket Club fontenaisien
- BMX
- Boxe française : Savate Boxe Fontenay (art martial français)
- Danse : Terpischore (art)
- Équitation : L'Étrier Fontenaisien
- Escrime : Cercle d'escrime Fontenay
- Football : Vendée Fontenay Foot
- Gymnastique : la Fontenaisienne gymnastique
- Handball : HBCF
- Judo, kendo : Judo Kendo Club fontenaisien (JKCF) (art martial japonais)
- Karaté : Fontenay Karaté Shotokan (FKS) (art martial japonais)
- Natation : Club Nautique Fontenaisien
- Rugby : Fontenay Luçon Rugby Sud Vendée
- Tennis : Tennis Club Fontenaisien
- Triathlon : Fontenay-le-Comte Vendée Triathlon
- Twirling : l'Abeille fontenaisienne
- Water-polo
- Roller

### Vie culturelle

#### Installations culturelles
- Théâtre municipal : construit en 1831, théâtre à l'italienne.
- Espace Culturel et de Congrès (ECC) René Cassin La Gare (ancienne gare)
- Salle des Œuvres Post-Scolaires (OPS)

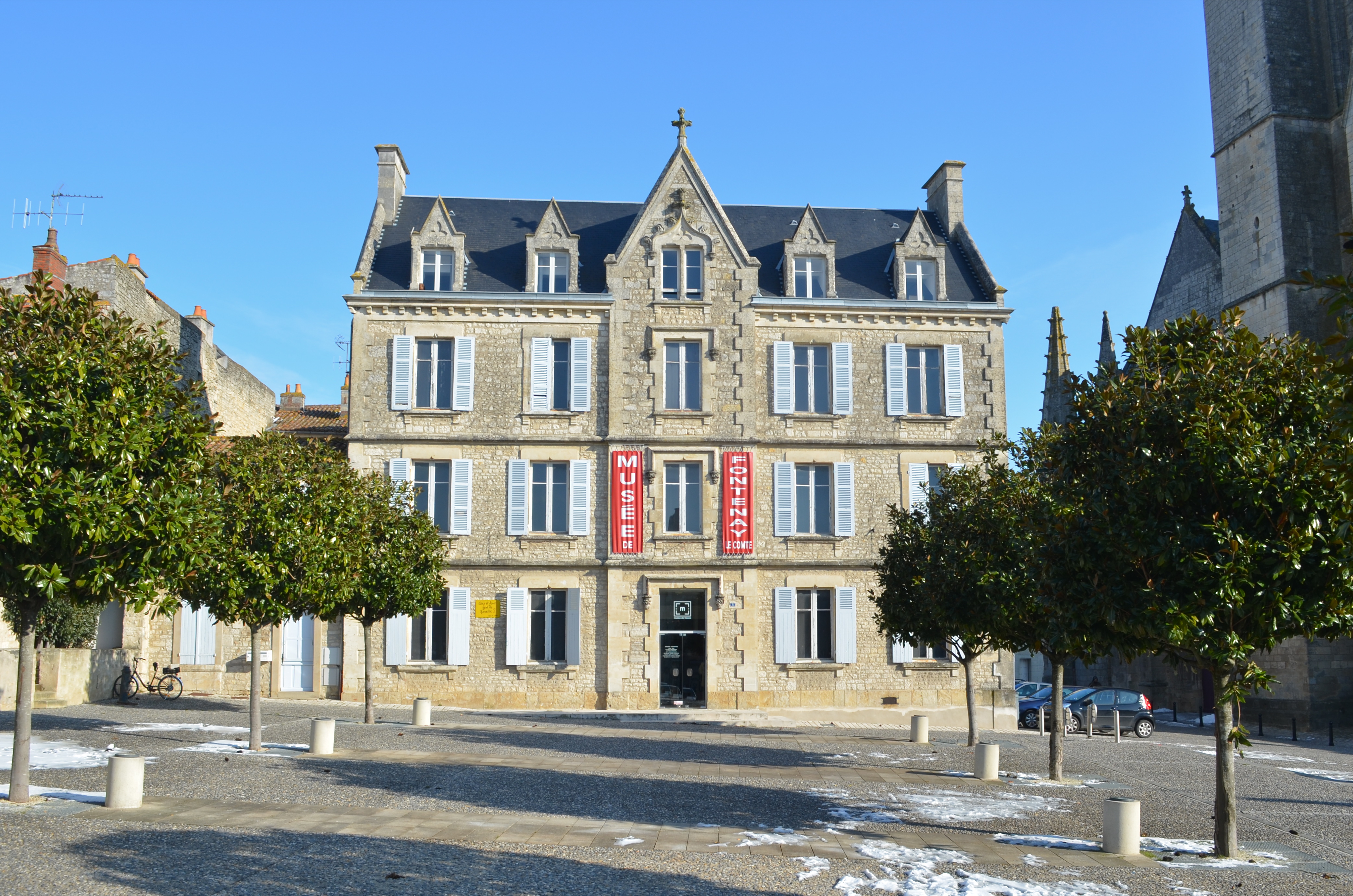
Le musée vendéen

- Médiathèque Jim-Dandurand
- Musée vendéen : né en 1875

- Cinéma « Le Renaissance »

#### Associations culturelles
- La Lyre fontenaisienne, créée en 1884 par un industriel local, Georges Gandriau[21]. Elle exerce toujours actuellement sous le nom d'Harmonie de Fontenay-le-Comte.
- Chorales : Cantabile Opus 85…

## Économie
La commune possède une antenne de la chambre de commerce et d'industrie de la Vendée.
Pour le bassin d’emploi de Fontenay-le-Comte, qui s’étend sur 104 communes et près de 122 000 habitants, Pôle emploi totalise 9 315 demandeurs d’emploi, toutes catégories confondues, au 30 septembre 2019, soit une baisse de 3,7 % par rapport à 2018. Côté recruteurs, on comptabilise 388 offres d’emploi, toujours en 2019, soit une hausse de 54 % par rapport à 2018. Les principales offres se situent dans le tertiaire pour 82 %.Ce secteur est en effet celui qui emploie le plus dans cette région, avec 77 % des emplois, suivi par les secteurs de l'industrie (17 %), de la construction (6 %) et de l'agriculture (1 %).

### Industrie
On peut signaler les entreprises et éléments suivants présents sur la commune :
- En 2009, le groupe suédois SKF annonce la fermeture de l'usine de roulements à billes (S.V.R. Société Vendéenne de Roulements) où travaillent 340 personnes[57].
- Soriba : société vendéenne (siège à Challans) de béton préfabriqués, l'unité à Fontenay se spécialise dans la production de gaines de désenfumage/ventilation et d’escaliers monoblocs en béton[58],[59].
- Horo Quartz (l'usine Étoile dont les plans ont été conçus par le peintre Georges Mathieu) : Informatique, systèmes de gestion du temps en entreprises[60].
- Samro : liquidé en 2012, l'entreprise de fabrication de remorques est reprise en 2013 par l'industriel Trouillet. Elle a toujours un site de fabrication à Fontenay[61].
- Biscuits Cantreau : racheté en 2007 par le groupe Bouvard[62].

## Culture locale et patrimoine

### Lieux et monuments
Fontenay-le-Comte est classée ville d'art et d'histoire et fait partie de l'association des Plus Beaux Détours de France. Ville fleurie, elle a été récompensée de trois fleurs au Concours des villes et villages fleuris (palmarès 2007).
La commune a reçu le prix national de l'art de vivre (1996), et elle a obtenu le prix Ville Lumière en 2002 récompensant son plan d'éclairage architectural du centre historique.

#### Édifices religieux

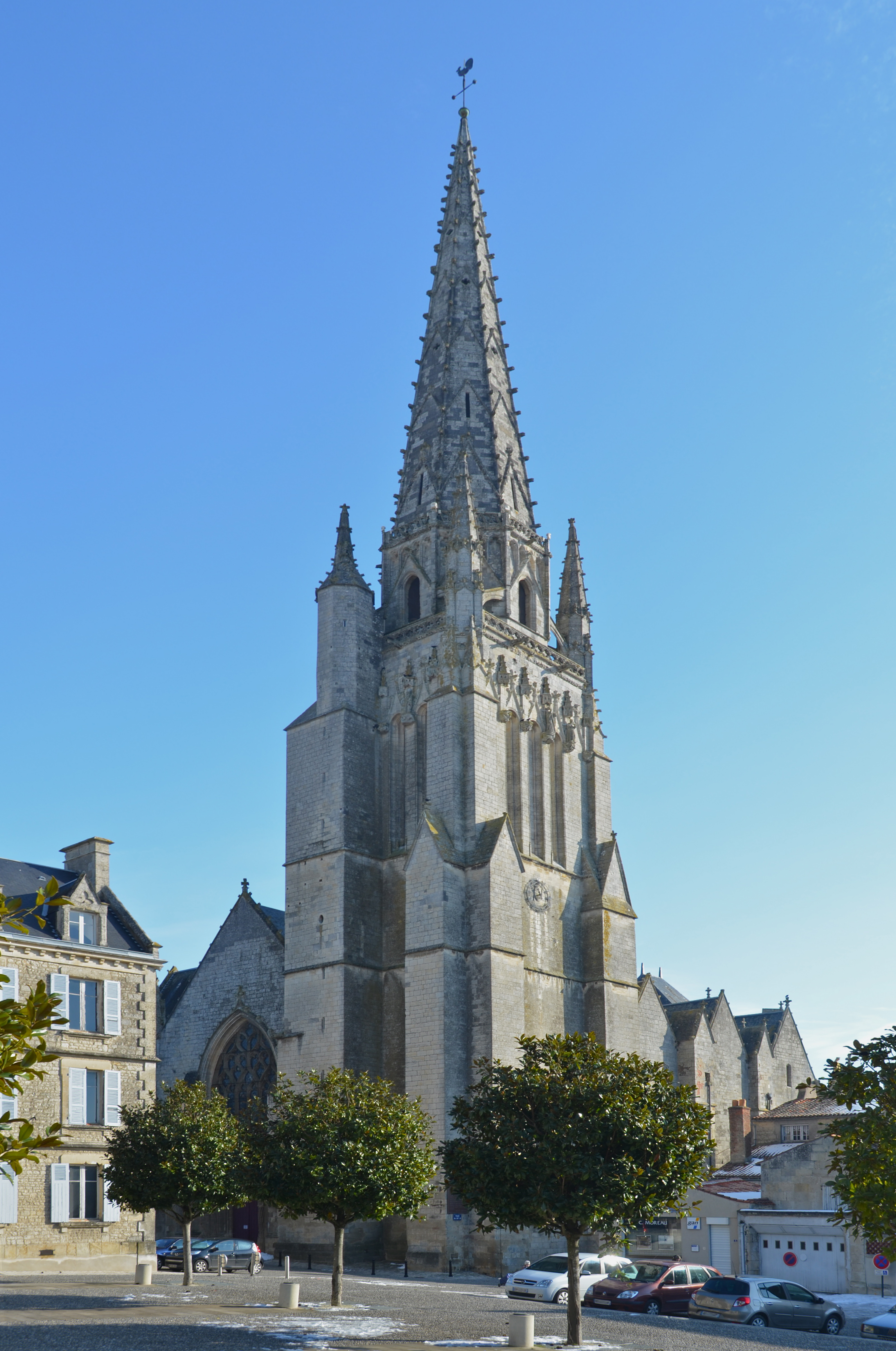
Église Notre-Dame, rue René-Moreau.

- Église Notre-Dame de Fontenay-le-Comte, rue René-Moreau (XVe siècle).
- Église Saint-Jean, rue des Tanneurs (XVe siècle).
- Église Notre-Dame de Charzais, rue des Chasteigners (À ne pas confondre avec l'église Notre-Dame, rue René-Moreau). Église de plan en croix latine à chevet plat. Elle comprend un seul vaisseau couvert de voûtes d'ogives. Le clocher en façade surplombe un portail à tympan, en arc d'ogive, portant l'inscription « Si quis sitit, veniat ad me » (« vous qui avez soif, venez à moi »). De plan carré, ce clocher est muni de baies géminées et d'une flèche de pierre cantonnée de clochetons.
- Église Saint-Médard, rue de la Villa Gallo Romaine.
- Couvent des Tiercelettes, rue Rabelais (XVIIe siècle).
- Prieuré Notre-Dame, rue du Pont aux Chèvres  (XVIe siècle).
- Chapelle des Carmélites déchaussées, rue Nicolas Rapin.
- Chapelle du lycée Notre-Dame, rue Rabelais (1847).
- Chapelle de l'Union chrétienne, rue Gaoua (vers 1780).
- Ancien Couvent des sœurs de Jeanne-de-Lestonnac, rue Rabelais.
- Temple réformé, rue Kléber.
- Salle du royaume, rue des Horts (Témoins de Jéhovah).

#### Hôtels et maisons
- Hôtel Château-Gaillard.Hôtel des évêques de Maillezais

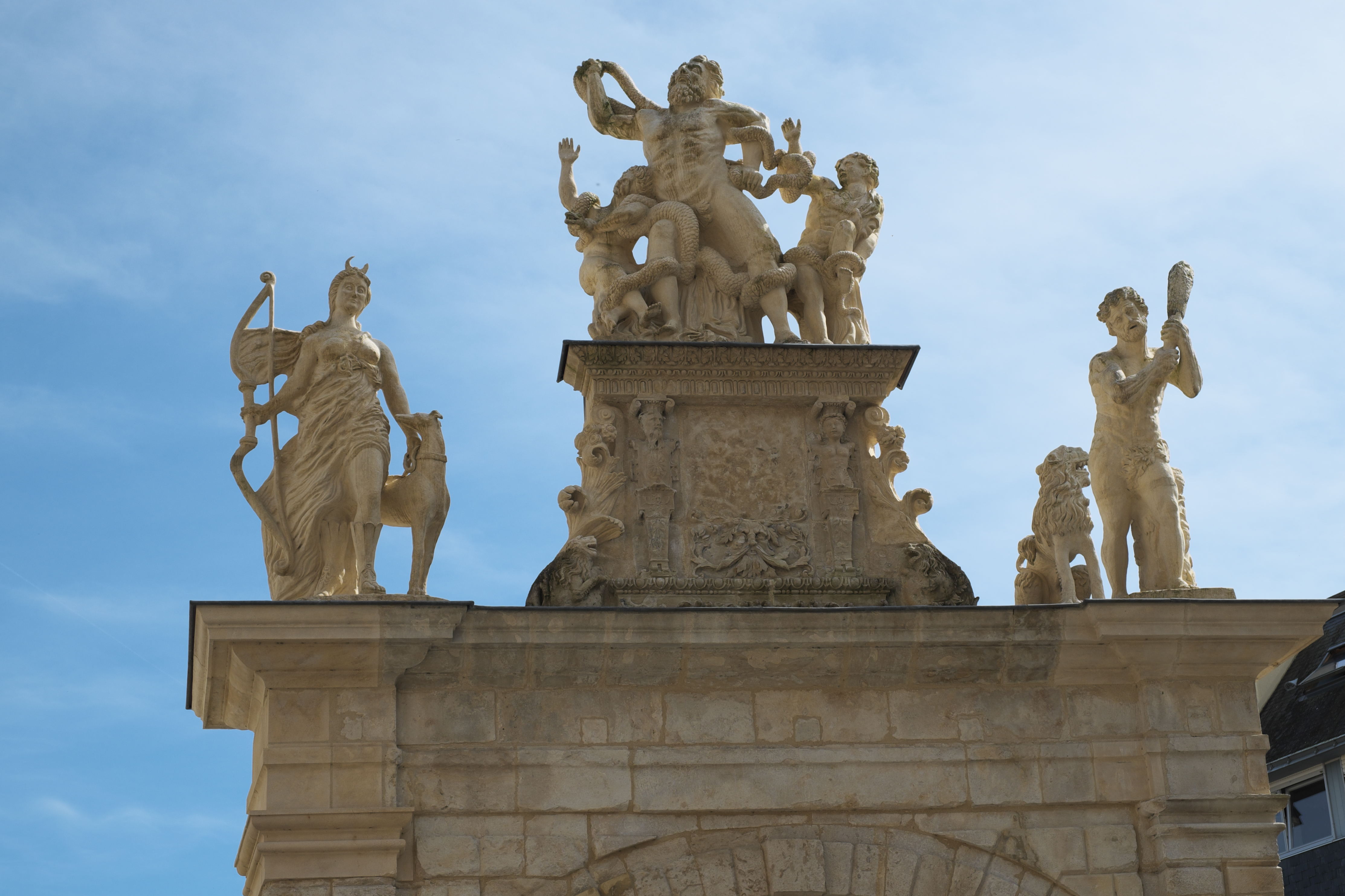
Hôtel Château-Gaillard.

- Hôtel de la Sénéchaussée (1595), actuel Trésor public
- Hôtel Lespinay-de-Beaumont
- Hôtel Pervinquière
- Hôtel de la Pérate
- Maison Billaud
- Maison Millepertuis
- Maisons de la place Belliard

#### Autres
- Tour Rivalland (XIXe siècle)
- Caserne Belliard (XIXe siècle)
- Fontaine des Quatre-Tias (1542) attribuée à tort à Lionel de la Réau.
- Places et fontaines des XVIe et XVIIe siècles
- Château de Terre-Neuve (XVIe siècle).
- Moulin de La Roche, démoli.
- Ruines du Vieux château médiéval, visibles au parc Baron.
- Château d'eau de 1870 (rue Tiraqueau)
- Palais de Justice (1861) : accueille toujours le tribunal de proximité local
- Ancien collège François Viète (XIXe)

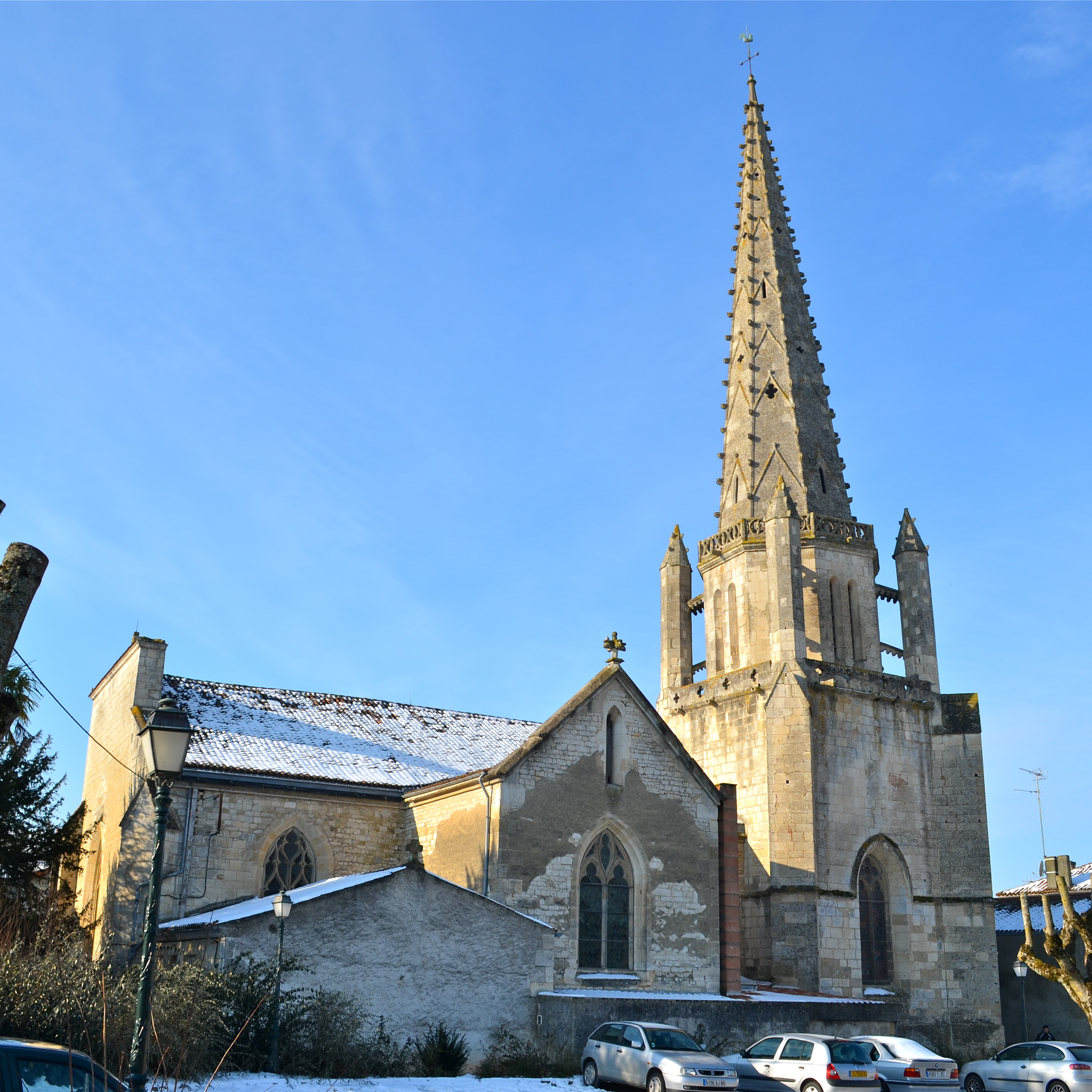
Église Saint-Jean.
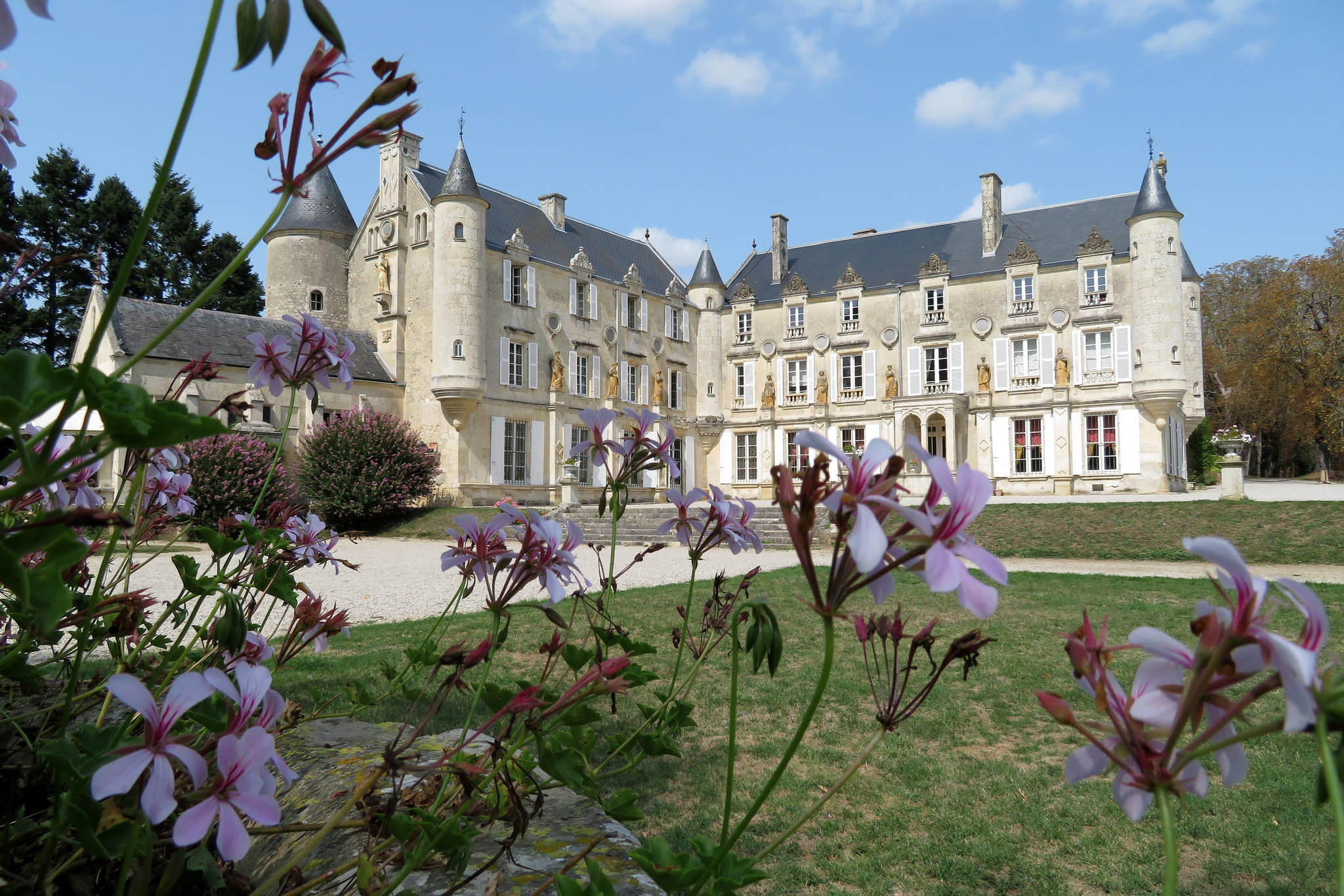
Le château de Terre-Neuve.
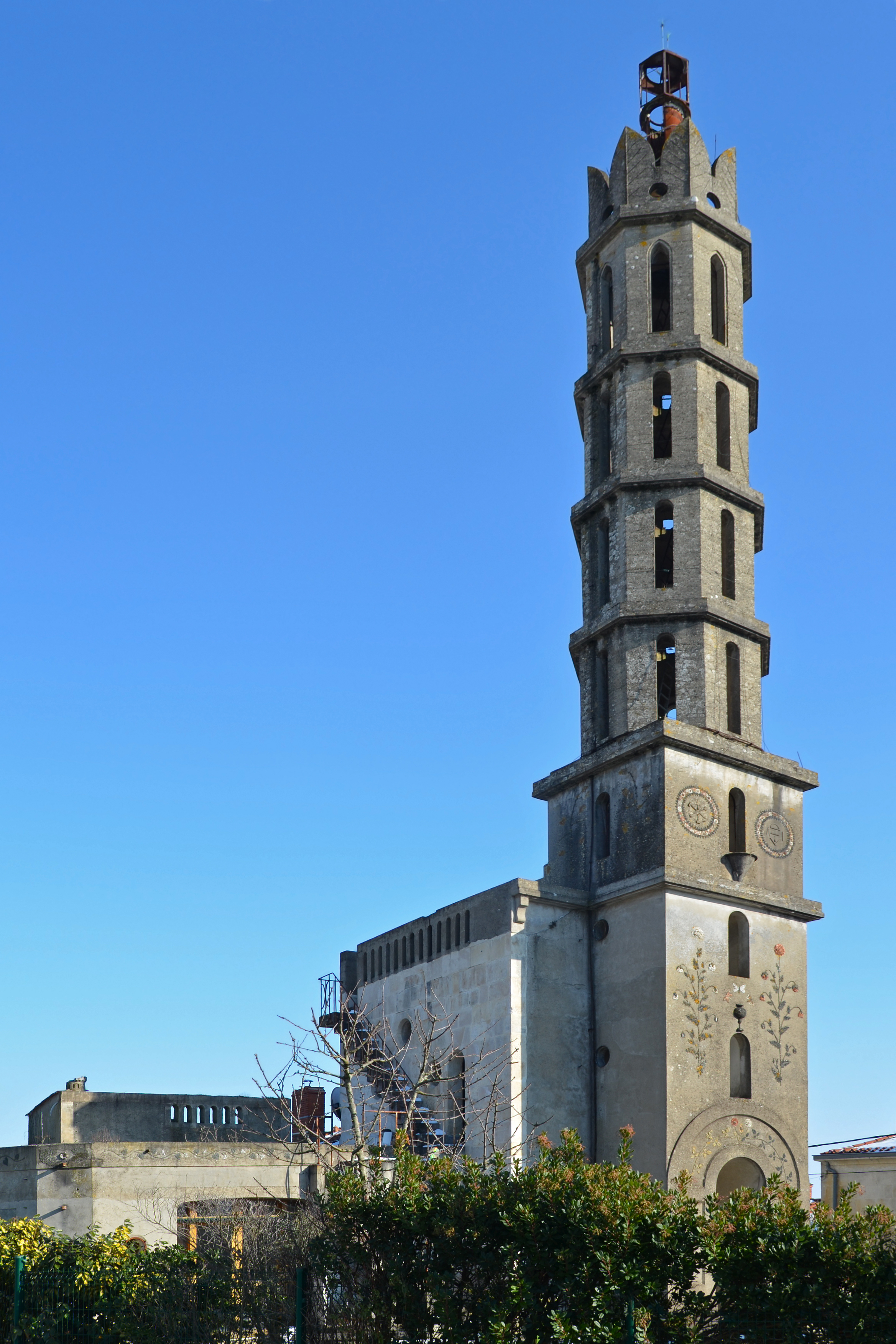
Tour Rivalland.
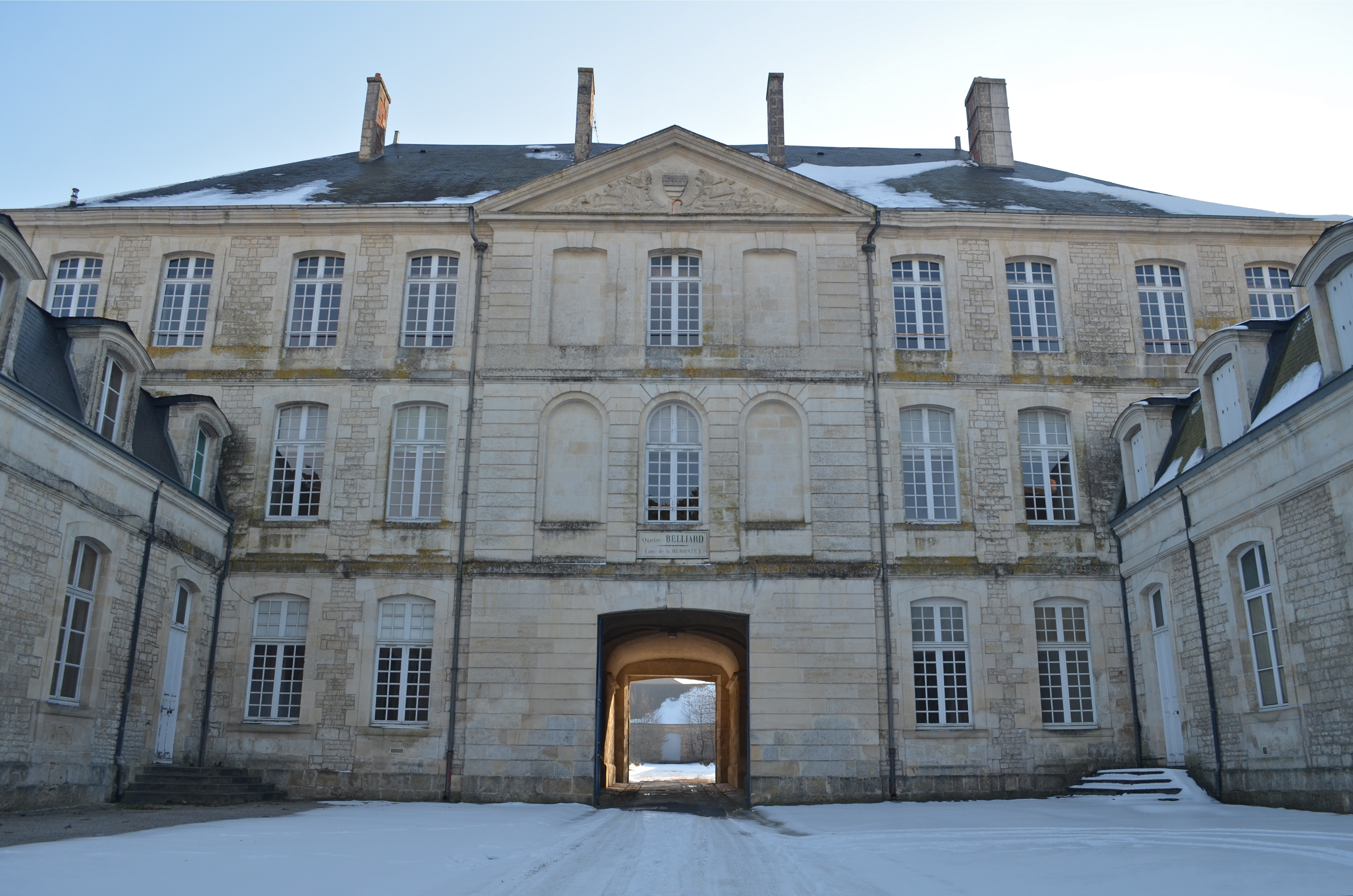
Caserne Belliard.
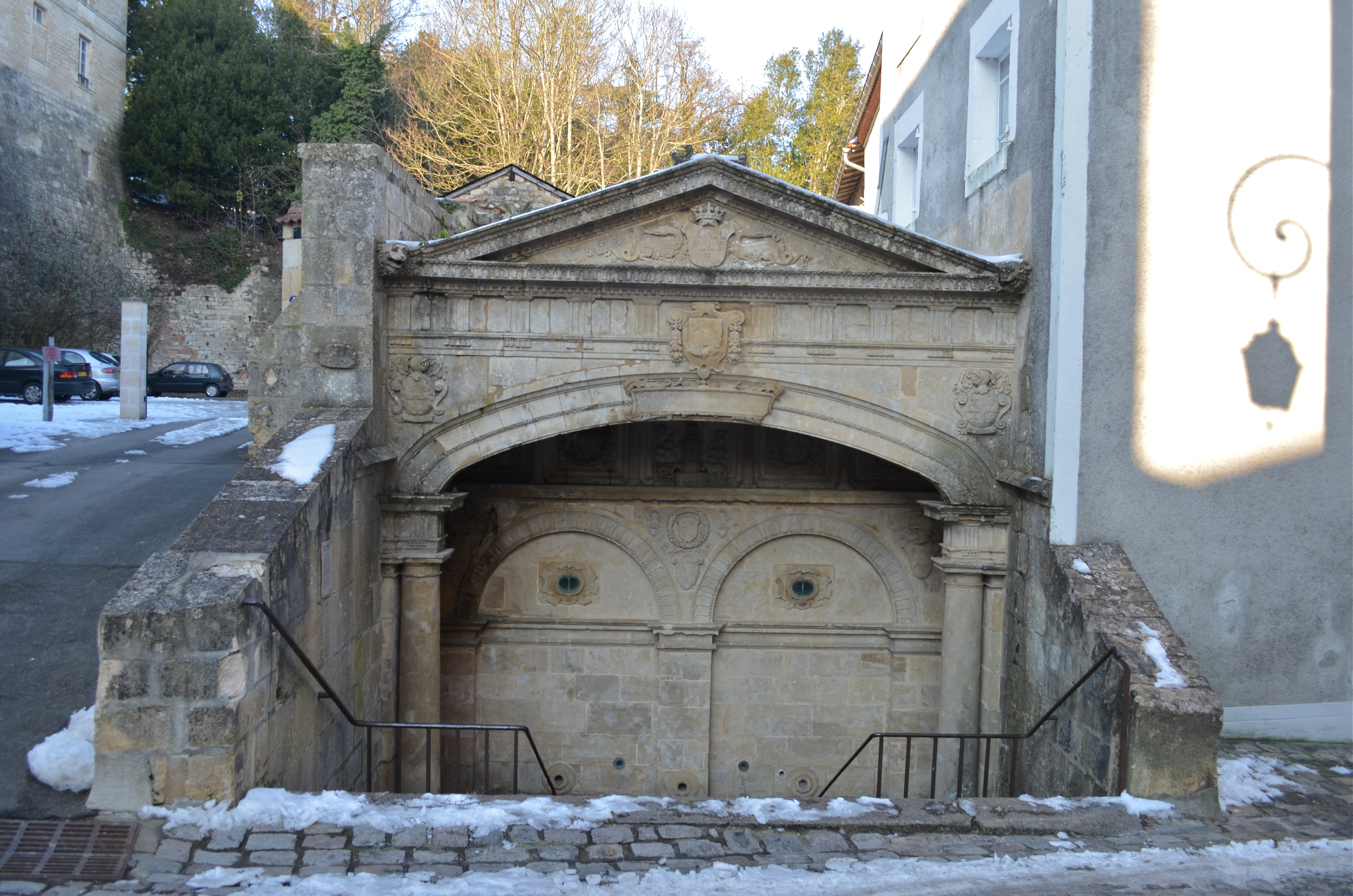
Fontaine des Quatre-Tias.
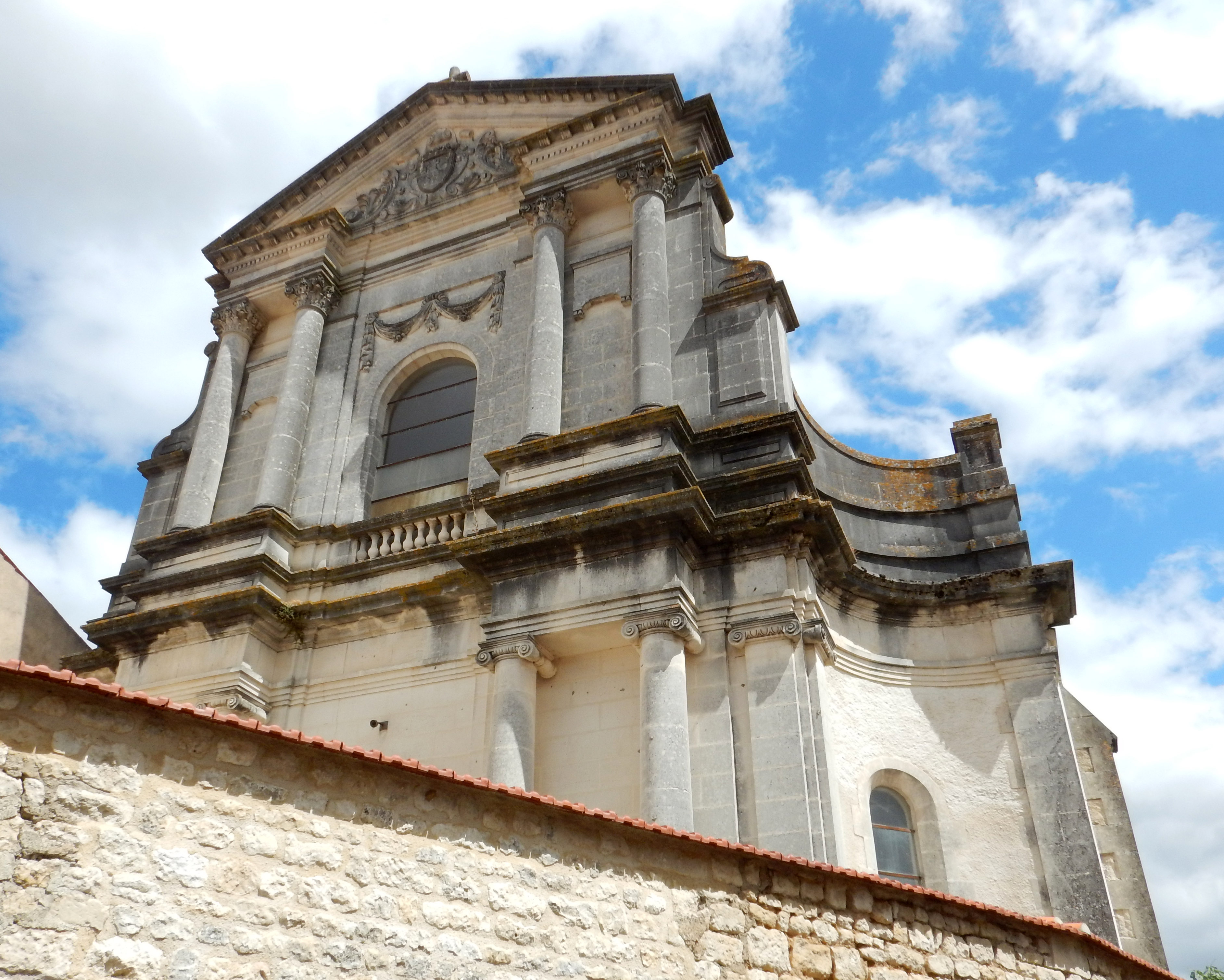
Chapelle des Carmélites déchaussées.
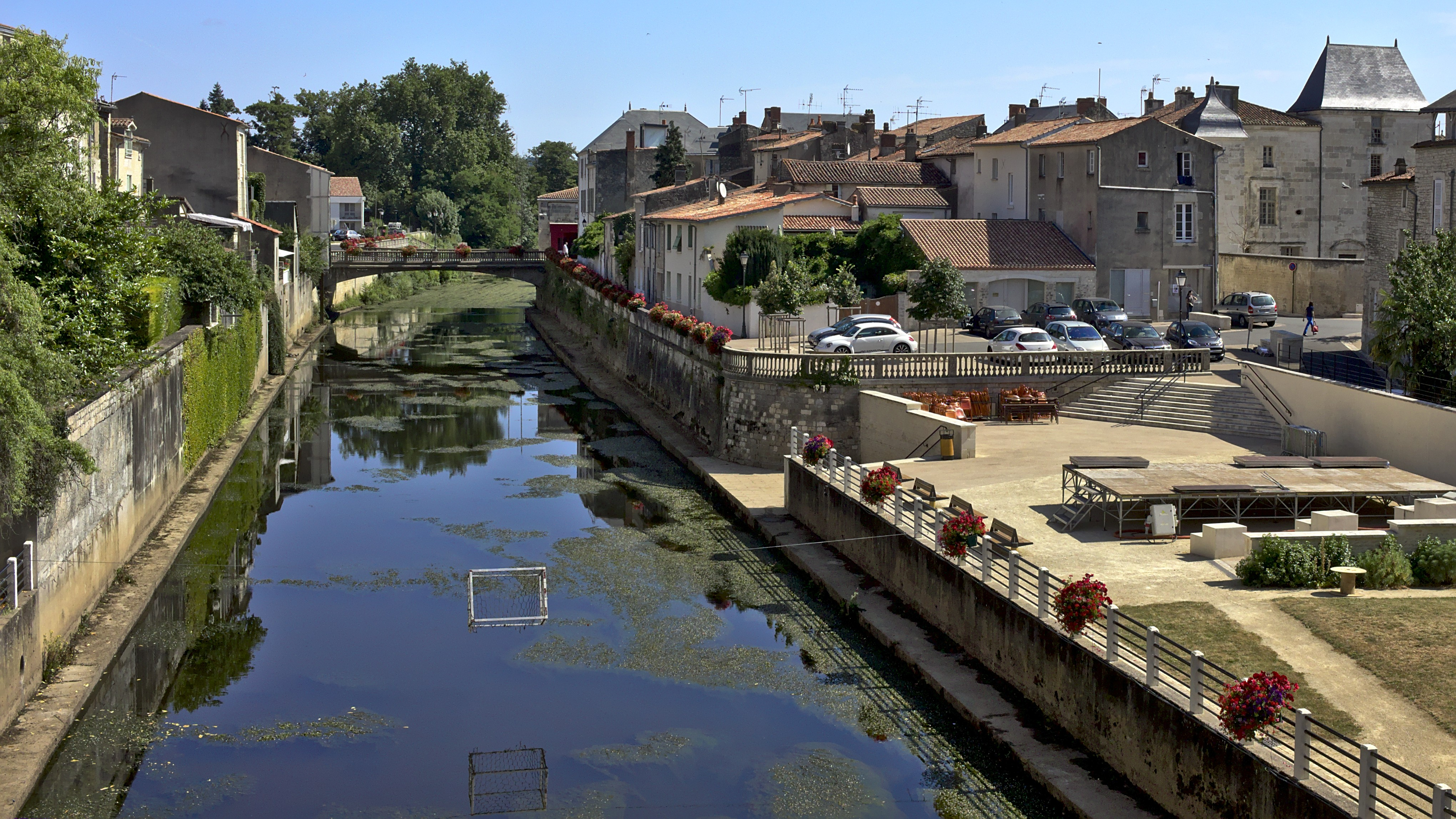
Le pont des Sardines sur la Vendée, vue vers l'amont[63].

Hôtels et maisons
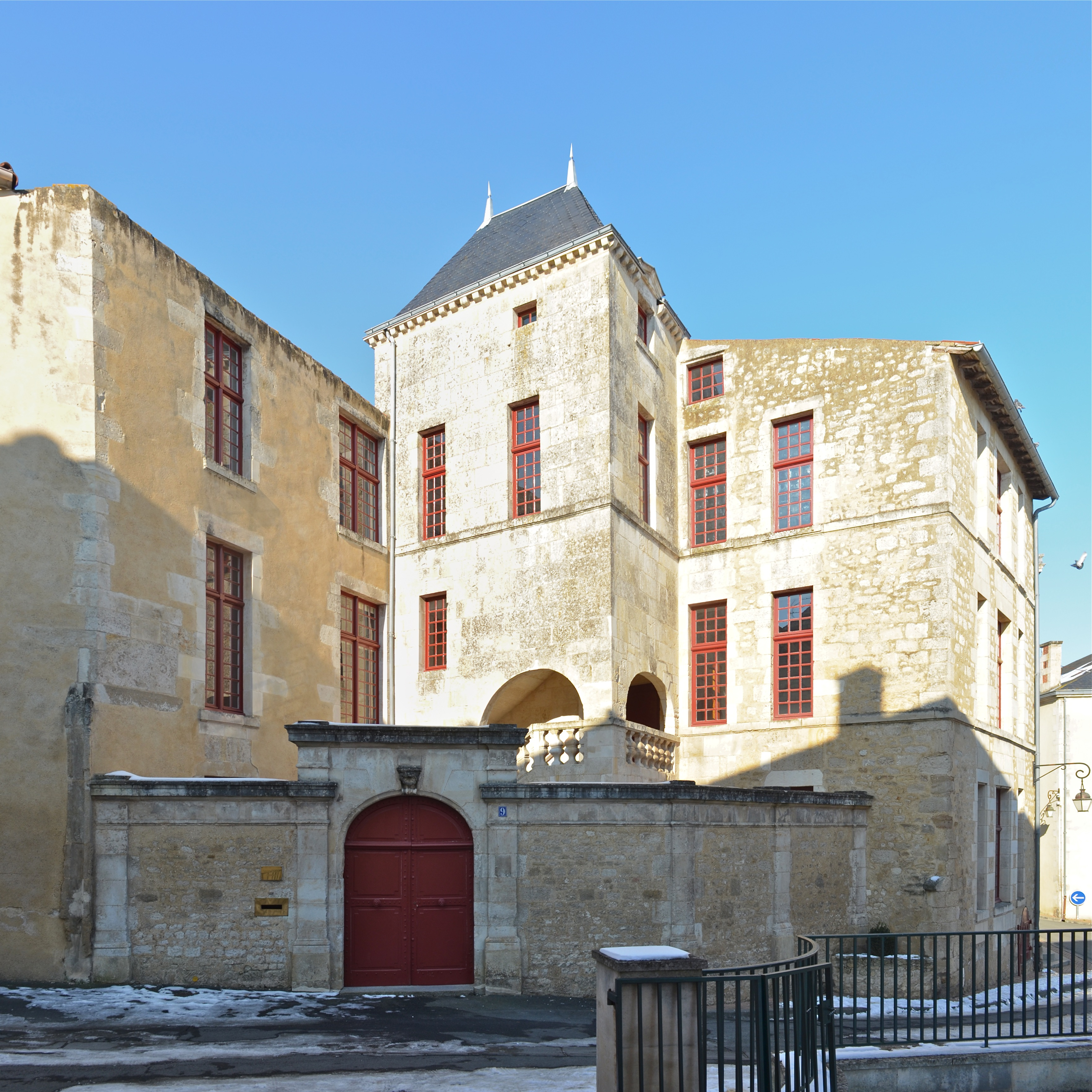
Hôtel des évêques de Maillezais.
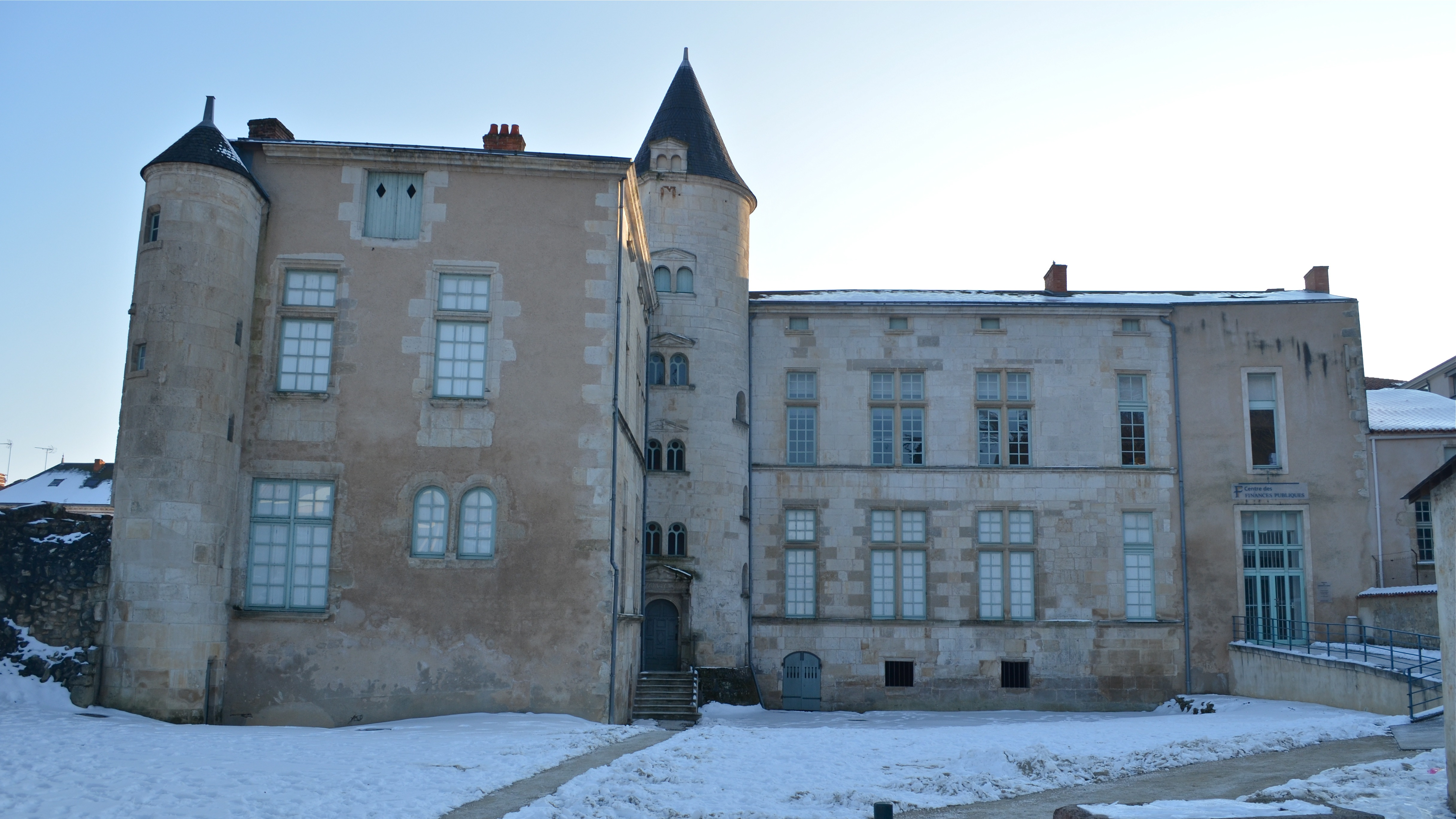
Hôtel de la Sénéchaussée.
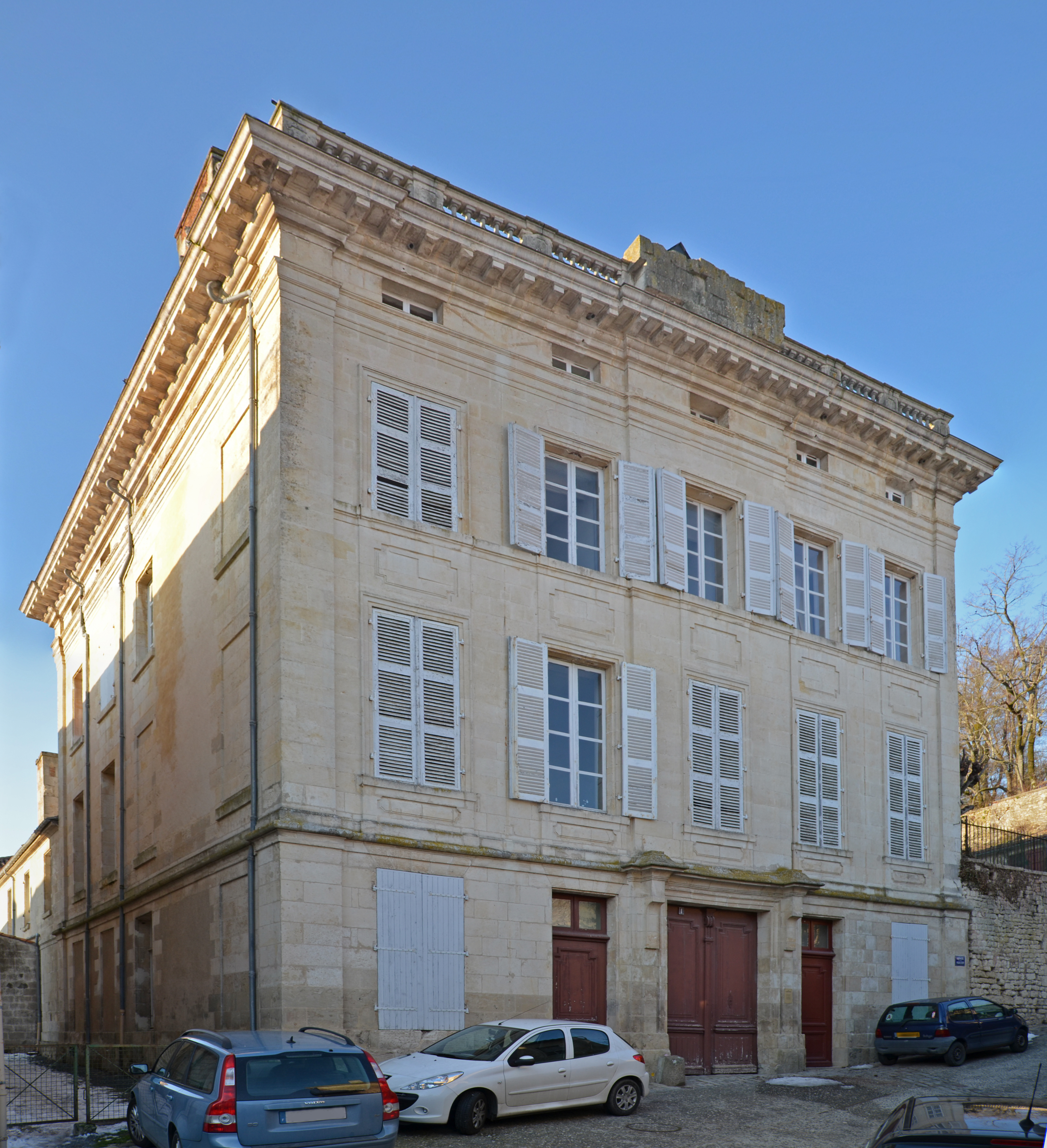
Hôtel Lespinay-de-Beaumont.
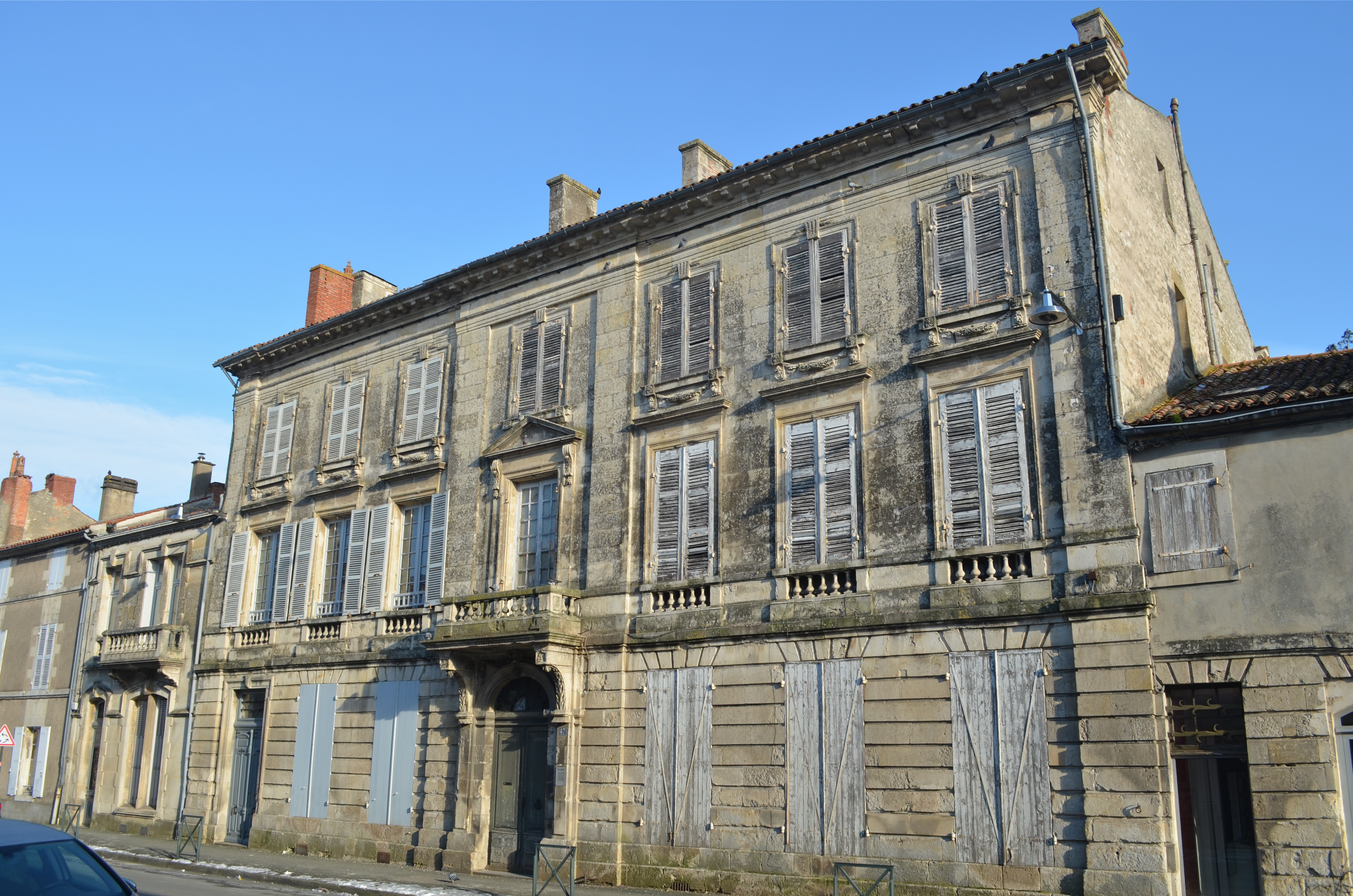
Hôtel Pervinquière.
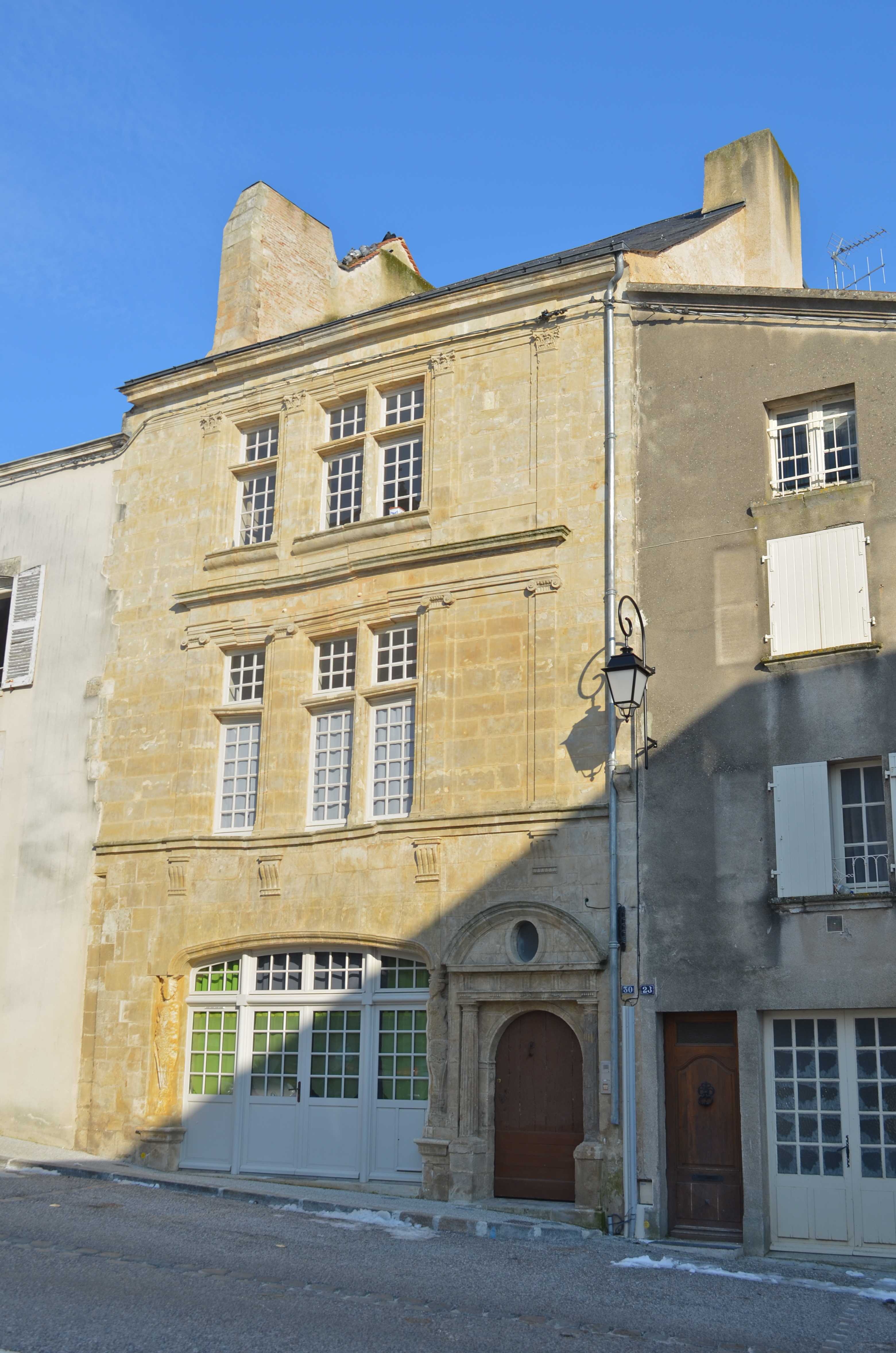
Hôtel de la Pérate.
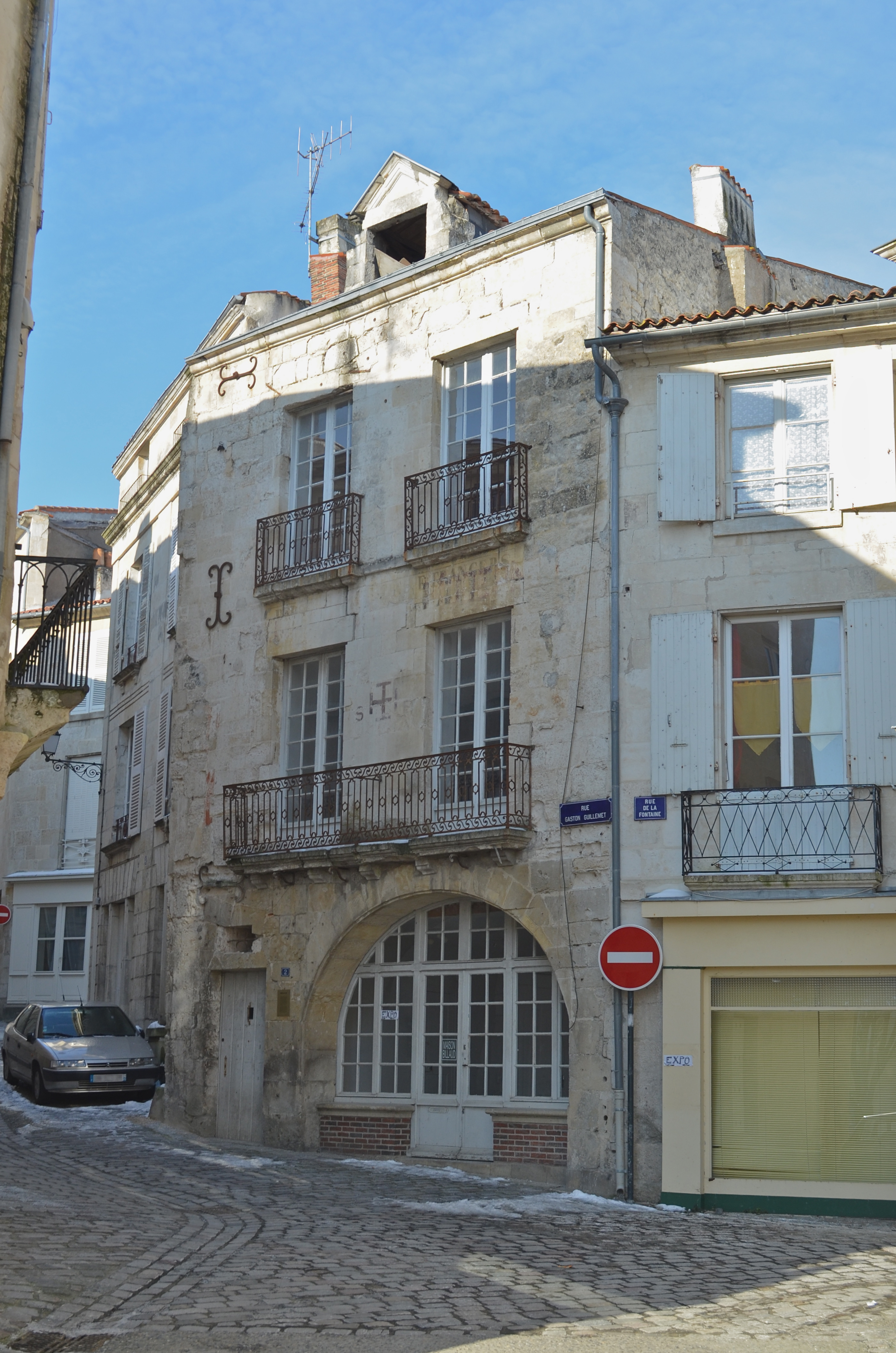
Maison Billaud.
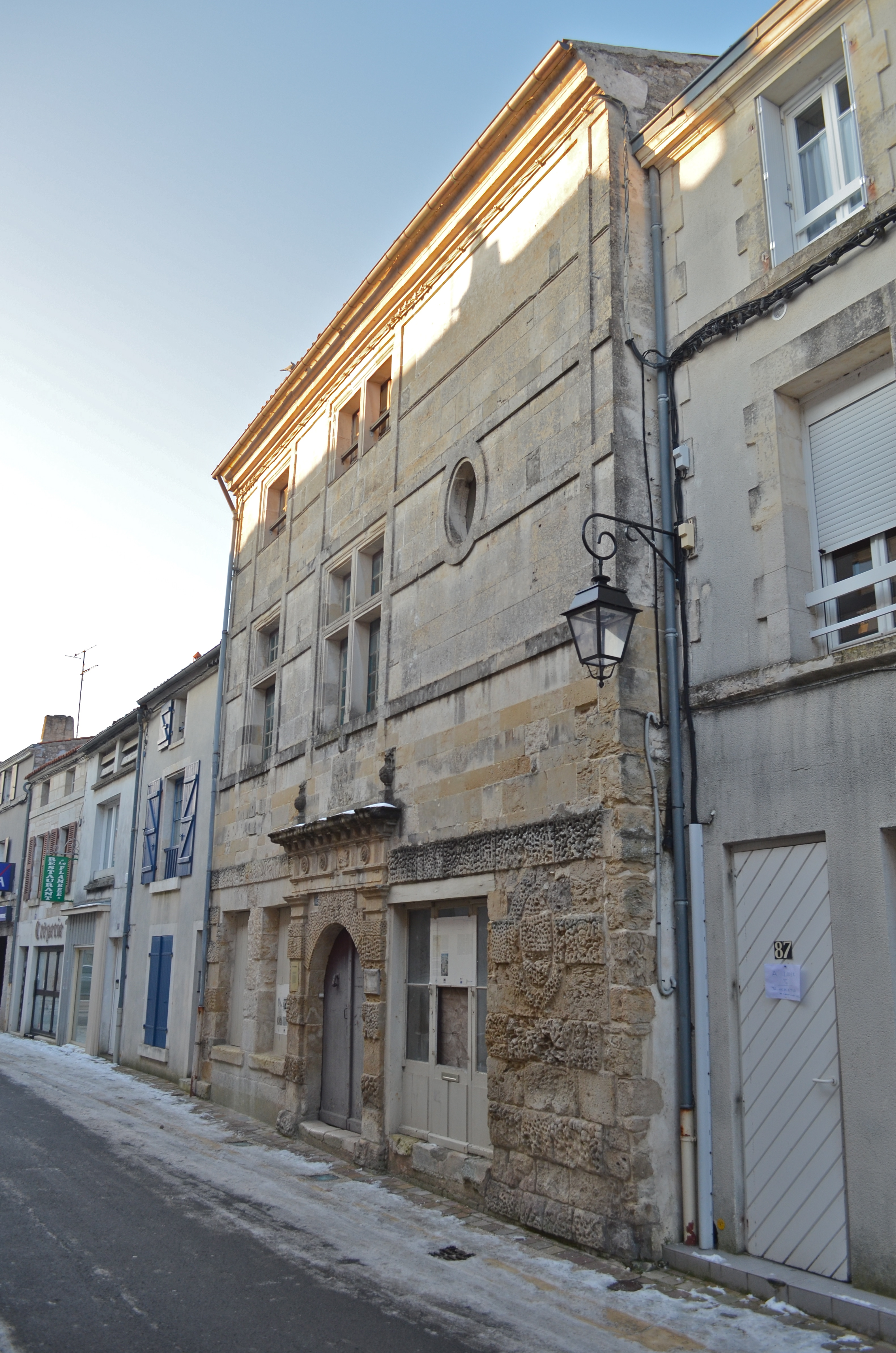
Maison Millepertuis.
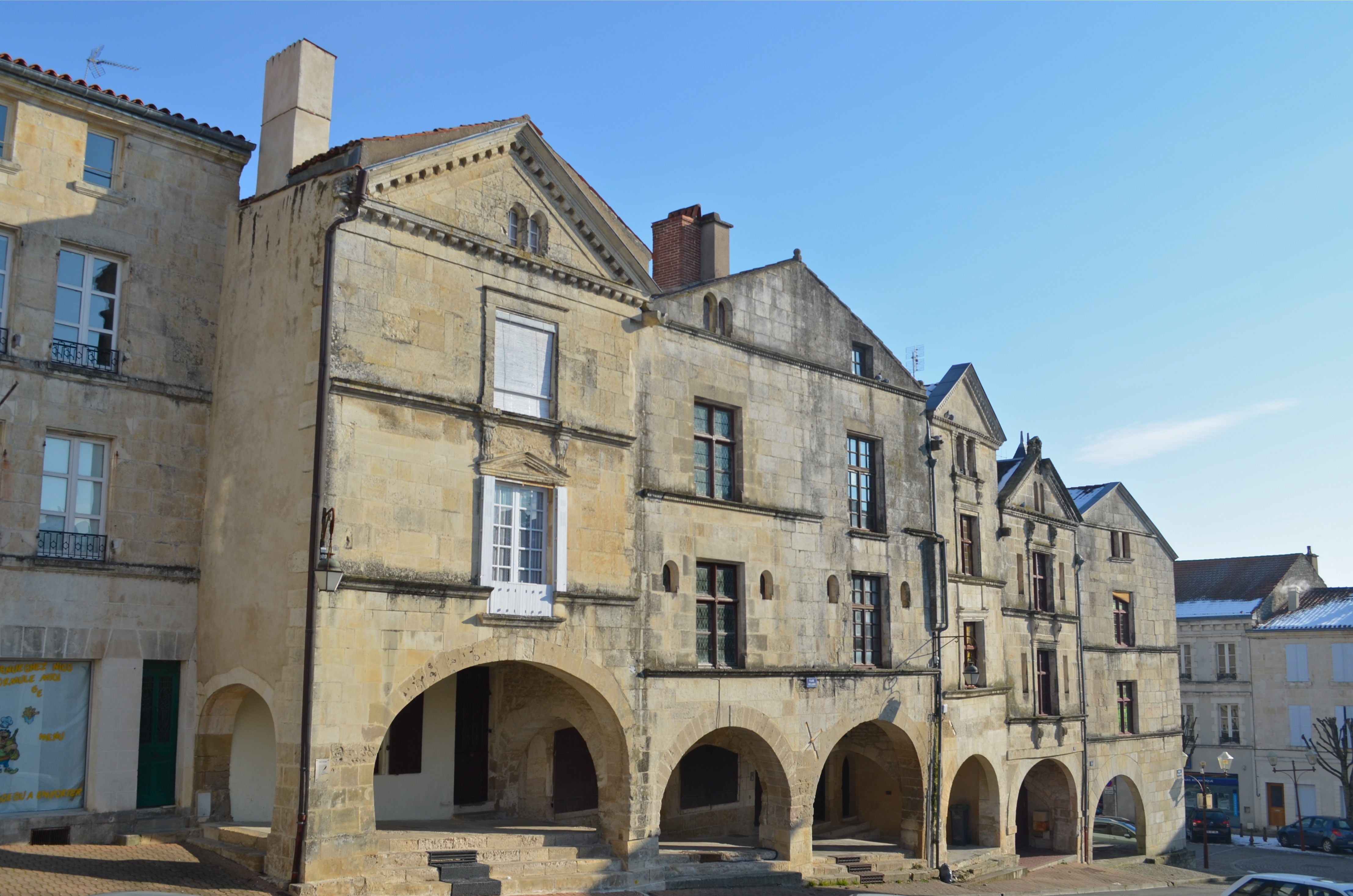
Place Belliard.

### Personnalités liées à la commune
(Par années de naissance) :

Blason de François Viète.

- Charles Ier de Bourbon, archevêque de Rouen, y est décédé ; ses entrailles sont déposées en l'église Notre-Dame. Le maréchal de France Pierre de Rohan-Gié (1451-1513), cette fonction sous le règne du roi Louis XI.
- L'écrivain François Rabelais (vers 1483-1553).
- Le juriste et humaniste poitevin André Tiraqueau (1488-1558), modèle du Grand juge de Myrelingues dans Pantagruel, auteur de De nobilitate et De poenis moderandis.
- le juriste Barnabé Brisson (1531-1591), oncle de François Viète (ci-dessous).
- Le mathématicien François Viète (1540-1603), maître des requêtes des rois Henri III et Henri IV, fondateur de l'algèbre nouvelle.
- L'écrivain et poète Nicolas Rapin (1535-1608), sénéchal et bailli, coauteur de la Satire Ménippée.
- L'écrivain André de Rivaudeau (1540-1580), auteur de l'Aman et précurseur de Racine.
- David-Pierre Ballart (1728-1798), curé, homme politique né et décédé à Fontenay-le-Comte, député du clergé aux États généraux de 1789.
- François-Célestin de Loynes de La Coudraye (1743-1815), officier de marine, homme politique et écrivain né à Fontenay-le-Comte, député aux États généraux de 1789.
- François-Thomas Biaille de Germon (1747-1814), homme politique, député du tiers état aux États généraux de 1789.
- François Pichard du Page (1749-1794), maire de Fontenay-le-Comte (1790), où il est né.
- André Mercier du Rocher (1753-1816), révolutionnaire français.
- Séverin Pervinquière (11 février 1760 - Fontenay-le-Comte ✝ 24 janvier 1828 - La Baudonnière, Marsais-Sainte-Radégonde), homme politique français des XVIIIe et XIXe siècles.
- Pierre Louis Antoine Laval (26 août 1767 à Fontenay-le-Comte - 25 juillet 1838 à Fontenay-le-Comte), homme politique, député de la Vendée de 1815 à 1819 et de 1827 à 1831.
- Le général d'Empire Augustin Daniel Belliard (1769-1832).
- Frédéric, Auguste, Ernest Causel (Fontenay-le-Comte, 30 juillet 1872 - Montechino, Italie, 13 décembre 1903), directeur des mines de pétrole de Montechino (Italie) pour la société française des pétroles[64],[65], inhumé à Fontenay-le-Comte (cimetière Notre-Dame)[66].
- Françoise Gandriau, (née le 16 juillet 1775 à Fontenay-le-Comte et guillotinèe le 6 mars 1794 à Lassay-les-Châteaux) est surnommée la « petite Émigrée ».
- Antoine Pervinquière (1788-1867), homme politique né à Fontenay-le-Comte, député de la Vienne de 1849 à 1851.
- Jacques Crétineau-Joly, (1803-1875), historien français, y est né.
- L'érudit Benjamin Fillon (1819-1881).
- Octave de Rochebrune (1824-1900), maire de Fontenay-le-Comte, lithographe, aquafortiste, propriétaire du château de Terre-Neuve.
- Eugène-Pierre de Fontaine (1825-1886), homme politique, député de la Vendée.
- Léon-Émile Allix (1836-1911), médecin familial de Victor Hugo.Le journaliste et animateur de télévision Jamy Gourmaud.

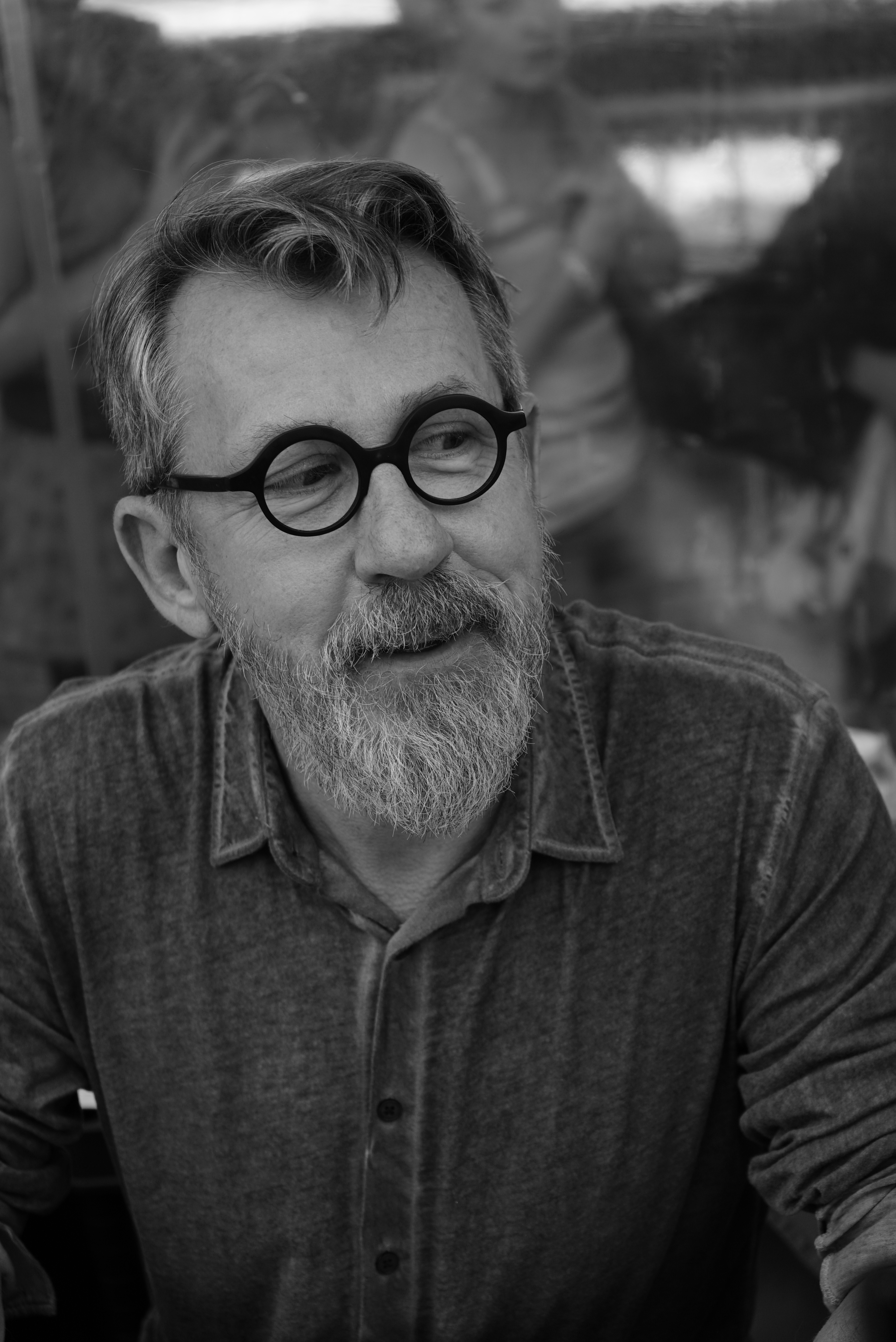
Le journaliste et animateur de télévision Jamy Gourmaud.

- Jules Robuchon (1840-1922), photographe et auteur de l'album de photographies Poitou et Vendée.
- Abel Camille Filuzeau (1860-1930), architecte officiel de la ville, prolifique dans toute la Vendée, y est décédé.
- Henri Bazire (1873-1919), avocat, né à Fontenay-le-Comte, animateur du catholicisme social.
- Le peintre Mérovak (1874-1955), fils de Jules Robuchon.
- Marcelle Bunlet (1900-1991), soprano dramatique, née à Fontenay-le-Comte.
- Georges Simenon (1903-1989) : a vécu au château de Terre-Neuve de 1940 à 1942. Il a situé au cœur de la ville l'action de son roman Maigret a peur. Il y a rédigé Je me souviens…, ensemble de lettres destinées à son fils Marc qui constitue la première partie de Pedigree[67].
- Abel Thomas (1920-2003) : homme politique français, y est né.
- Le peintre Jean Chevolleau (1924-1996).
- André Popp (1924-2014), compositeur et arrangeur de musiques.
- Michel Ragon (1924-2020) : écrivain ayant vécu son enfance à Fontenay-le-Comte.
- Claude Veillot (1925-2008) : scénariste et écrivain né à Fontenay-le-Comte.
- Michel Crépeau (1930-1999) y est né, homme politique, maire de La Rochelle.
- Pascal Grenet (1962) : joueur de basket-ball né à Fontenay-le-Comte.
- Jamy Gourmaud (1964) : journaliste et présentateur télé né à Fontenay-le-Comte.
- Thierry Moreau (1964) : journaliste né à Fontenay-le-Comte.
- Laurent Touchart (1965) : géographe français, y est né.
- Nicolas Savinaud (1975) : joueur de football né à Fontenay-le-Comte.
- Frédéric Mazzella (1976) : PDG fondateur du site Blablacar.
- Béatrice de la Boulaye (1981) : actrice, comédienne, auteure et metteuse en scène née à Fontenay-le-Comte.
- Giovanni Bernaudeau (1983) : coureur cycliste né à Fontenay-le-Comte.
- MC Circulaire, rappeur français, originaire de Fontenay-le-Comte
- Louis Boyard (2000), homme politique français.

### Patrimoine culturel

#### Cinéma
Les films suivants ont été tournés dans la ville :
- 1976 : Maigret a peur, de Jean Kerchbron ;
- 1978 : Quand flambait le bocage, de Claude-Jean Bonnardot.

### Logotype, héraldique et devise

#### Logotype

Ancien logo de la commune (avant 2022).
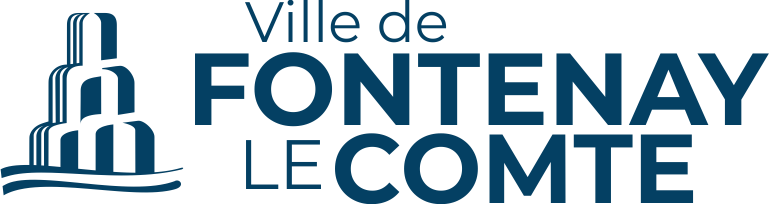
Logo de la Ville de Fontenay-le-Comte depuis 2022

#### Héraldique
| Blason | Blasonnement : D'azur à la fontaine jaillissante de trois pièces d'argent au bassin maçonné de sable. Commentaires : Blason adopté par délibération du Conseil municipal en 1927. Il existe d'autres blasonnements : De sable, tranché d'argent ; à une fontaine d'or brochant sur le tout (Malte-Brun, la France illustrée, tome V, 1884) ; aussi D'azur, à une fontaine à bassin d'argent, côtoyée de deux licornes debout d'argent sommées d'or, à une fleur de lys en chef (Malte-Brun, la France illustrée, tome V, 1884). |

#### Devise
La devise de Fontenay-le-Comte est : Fons Fontanacum Felicium Ingeniorum Scaturigo. (Fontenay, fontaine et source de beaux esprits). Elle vient peut-être de François 1er.